# Baden (Niederösterreich)
Baden, auch Baden bei Wien, ist eine Stadt in Niederösterreich, 25 km südlich von Wien an der Thermenlinie. Als Teil der Bedeutenden Kurstädte Europas zählt die Stadt zum UNESCO-Weltkulturerbe. Sie ist Sitz der Bezirkshauptmannschaft Baden. Besonders bekannt ist die Stadt für ihre reichhaltige Geschichte, Biedermeierarchitektur, Kunst- sowie Weinkultur. Die Stadt wird geläufig auch als Kaiser- bzw. Kurstadt bezeichnet. Der amtliche Name lautet Baden; häufig wird, auch von der Stadt selbst, die Bezeichnung Baden bei Wien verwendet. Offizielle Gemeindefarben seit dem 15. Oktober 1968 sind Rot-Weiß. Die Stadt hat 25.931 Einwohner (Stand 1. Jänner 2025).

## Geografie

### Stadtgliederung
| Katastralgemeinden | Ortschaften in der Gemeinde                                            |
| --- | ---------------------------------------------------------------------- |
| Baden(0,85 km²) Braiten (4,40 km²) Gamingerhof 1,26 km²) Leesdorf (7,63 km²) Mitterberg (2,83 km²) Rauhenstein (9,67 km²) Weikersdorf (0,25 km²) | Baden (St) Haidhof-Siedlung (Sdlg) Kiebitzmühle (W) Schildbachweg (ZH) |
| Legende |                                                                        |

| In der Spalte Katastralgemeinden sind sämtliche Katastralgemeinden einer Gemeinde angeführt. In der Klammer ist die jeweilige Fläche in km² angegeben. |
| In der Spalte Ortschaften sind sämtliche von der Statistik Austria erfassten Siedlungen, die auch eine eigene Ortschaftskennziffer aufweisen, angeführt. In der Hierarchieebene derselben Spalte, rechts eingerückt, werden nur Ansiedlungen, die mindestens aus mehreren Häusern bestehen, dargestellt. Die wichtigsten der verwendeten Abkürzungen sind: - M = Hauptort der Gemeinde - Stt = Stadtteil - R = Rotte - W = Weiler - D = Dorf - ZH = Zerstreute Häuser - Sdlg = Siedlung - Hgr = Häusergruppe - E = Einzelgehöft (nur wenn sie eine eigene Ortschaftskennziffer haben) Die komplette Liste der Statistik Austria ist in: Topographische Siedlungskennzeichnung nach STAT Zu beachten ist, dass manche Orte unterschiedliche Schreibweisen haben können. So können sich Katastralgemeinden anders schreiben als gleichnamige Ortschaften bzw. Gemeinden. Quelle: Statistik Austria – Liste für Niederösterreich (PDF) |

Im Jahr 1850 wurde die Vereinigung mit Leesdorf und Gutenbrunn beschlossen. 1912 erfolgte die Erweiterung mit Weikersdorf.
An Ortschaften und Siedlungsnamen weist Baden auf als Stadt: Baden, als Dorf: Haidhof-Siedlung sowie Schildbachweg, als Einzelhäuser: Haidhof, Haidhofteich, Jägerhaus, Kiebitzmühle sowie Lorenzteich.

### Nachbargemeinden
| Heiligenkreuz | Pfaffstätten                                | Traiskirchen               |
| Alland        | Kompassrose, die auf Nachbargemeinden zeigt | Oberwaltersdorf Tattendorf |
|               | Sooß Bad Vöslau Kottingbrunn                | Teesdorf                   |

### Klima
|                        | Jan  | Feb  | Mär  | Apr  | Mai  | Jun  | Jul  | Aug  | Sep  | Okt  | Nov  | Dez  |   |      |
| Mittl. Temperatur (°C) | 0,0  | 1,2  | 5,3  | 10,2 | 15,2 | 18,2 | 20,4 | 19,7 | 15,0 | 9,9  | 4,6  | 0,7  | ⌀ | 10,1 |
| Mittl. Tagesmax. (°C)  | 3,4  | 5,5  | 10,3 | 16,1 | 20,9 | 23,8 | 26,4 | 25,8 | 20,7 | 15,0 | 8,1  | 3,7  | ⌀ | 15   |
| Mittl. Tagesmin. (°C)  | −2,6 | −1,7 | 1,7  | 5,6  | 10,2 | 13,3 | 15,3 | 15,0 | 11,2 | 6,7  | 2,2  | −1,6 | ⌀ | 6,3  |
|                        |      |      |      |      |      |      |      |      |      |      |      |      |   |      |
| Niederschlag (mm)      | 36   | 40   | 55   | 45   | 68   | 78   | 69   | 73   | 66   | 41   | 47   | 47   | Σ | 665  |
|                        |      |      |      |      |      |      |      |      |      |      |      |      |   |      |
| Luftfeuchtigkeit (%)   | 71,3 | 64,6 | 58,9 | 52,6 | 55,1 | 56,3 | 53,9 | 54,5 | 59,2 | 64,5 | 72,4 | 75,5 | ⌀ | 61,6 |

| −2,6 |

| −1,7 |

| 1,7 |

| 5,6 |

| 10,2 |

| 13,3 |

| 15,3 |

| 15,0 |

| 11,2 |

| 6,7 |

| 2,2 |

| −1,6 |

| −2,6 |

| −1,7 |

| 1,7 |

| 5,6 |

| 10,2 |

| 13,3 |

| 15,3 |

| 15,0 |

| 11,2 |

| 6,7 |

| 2,2 |

| −1,6 |

## Geschichte
Erste archäologische Funde aus der Königshöhle nahe der Burgruine Rauheneck können knapp 3000 Jahre vor Christus datiert werden (siehe Badener Kultur).
Spätere Funde bezeugen die Anwesenheit von Kelten im Gebiet von Baden.
Mit der Ausbreitung Roms nach Pannonien kam die Stadt mit der römischen Kultur intensiv in Kontakt. Die Römer nutzten aktiv die warmen Schwefelquellen, welche bereits in damaligen Ortsverzeichnissen datiert sind. Auch der lokale Weinbau wurde intensiviert.
Während der Regentschaft des Kaisers Claudius (41–54 n. Chr.) erhielt die Ansiedlung die Bezeichnung Aquae (deutsch: Bäder), die direkt auf ihre schon damals bedeutende Rolle als Heilbad hinweist. In der Epoche entstanden Gutshäuser, mehrere Tempel und auch eine römische Kaserne. Die ansässige Bevölkerung vermischte sich mit römischen Zuwanderern und wurde zunehmend romanisiert.
869 wurde der Ort als „Padun“ neuerlich erwähnt.
1341 erhielt Baden das Marktrecht und im Jahr 1480 von Friedrich III. das Stadtrecht (als einziger Ort zwischen St. Pölten-Wien-Bruck an der Leitha und Wiener Neustadt-Ebenfurth bis ins 19. Jhd.).
Kaiser Friedrich III. verbrachte regelmäßig mit seiner Gattin Eleonore Helena Zeit in Stadt, ebenso wie Matthias Corvinus.

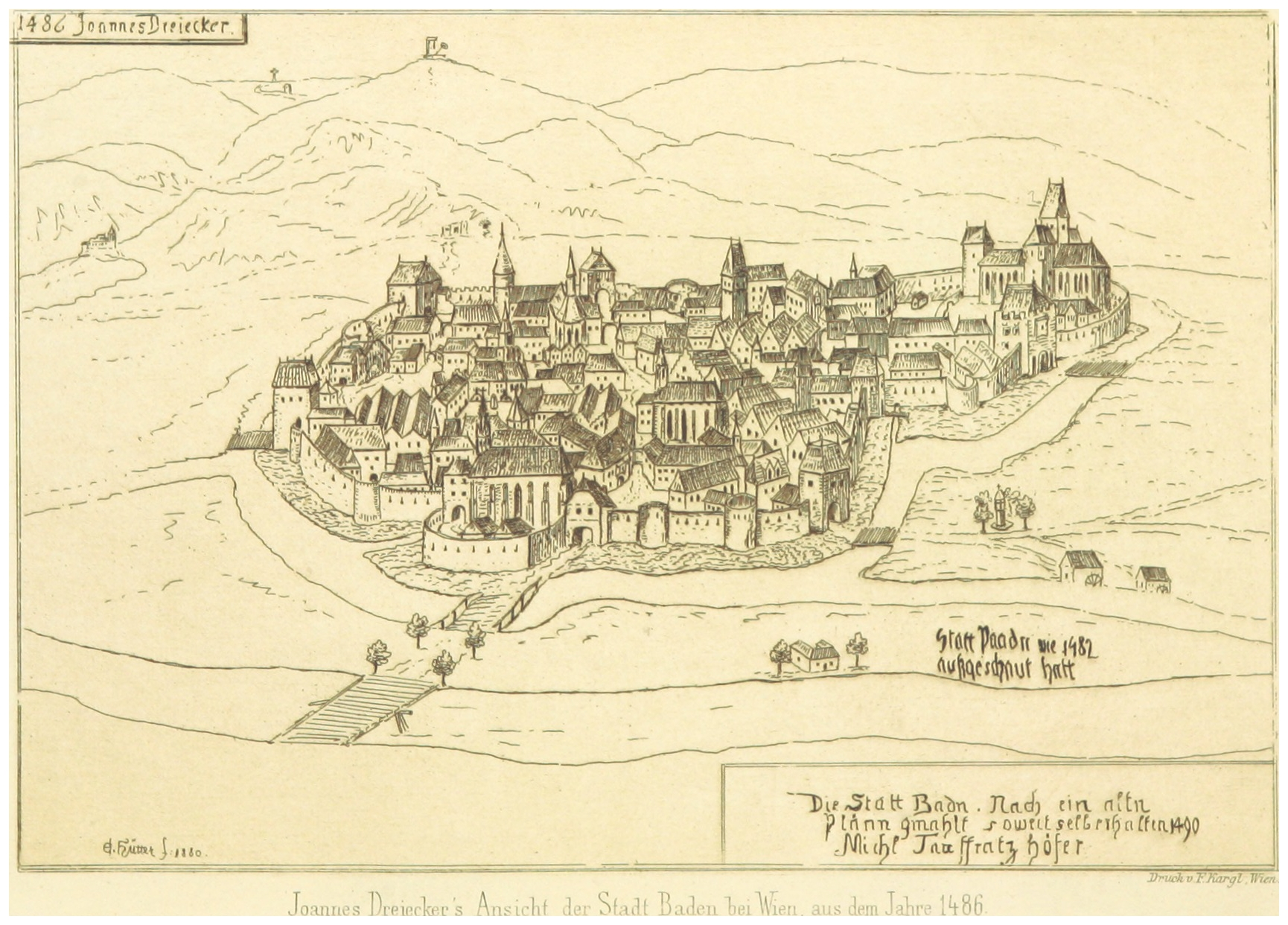
Südliche Ansicht von Baden (1486), mit dem überbrückten Mühlbach und der Schwechat, dem heutigen Josefsplatz, im Vordergrund und der um 1800 geschleiften Stadtmauer und Graben (siehe heute Grabengasse und dortige Mauerreste).

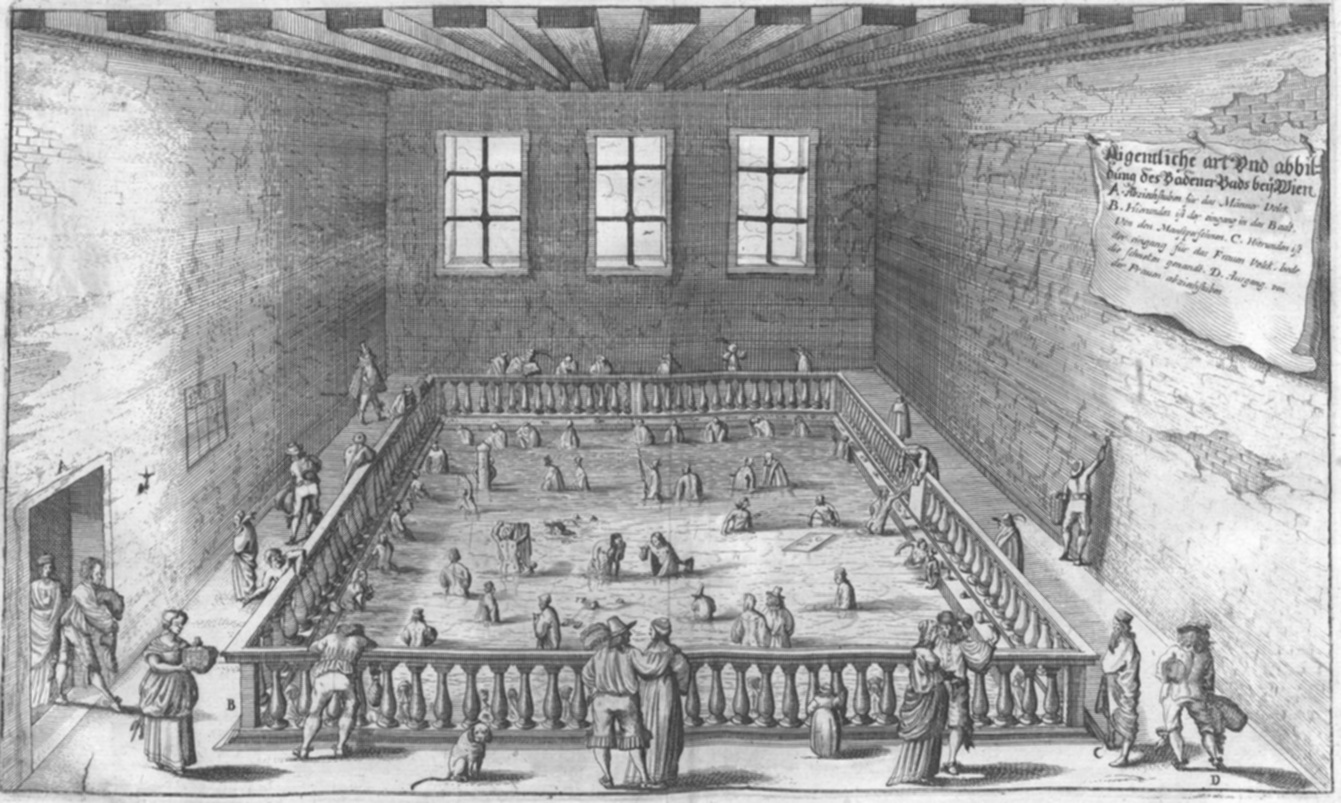
Bad zu Baden (Topographia Provinciarum Austriacarum, Merian, 1649)

1488 besuchte die ungarische Königin Beatrix die Stadt, um ihre Kinderlosigkeit zu heilen.
Der sächsische Kurfürst, später König von Polen und Großherzog von Litauen, August der Starke konvertierte am 1. Juni 1697 heimlich in der katholischen Hofkapelle, der heutigen Frauenkirche, zum katholischen Glauben (siehe August der Starke). Die Türkeneinfälle mit der Zerstörung Badens sowohl 1529 als auch 1683, die Wirren der Reformation und Gegenreformation, die Pest 1713 sowie ein größerer Brand 1714 waren einschneidende Ereignisse im Leben der Stadt.
Vor dem Erlass der Toleranzpatente für die Juden in Wien und Niederösterreich, durch Joseph II. Ende des 18. Jhd. konnten sich lange keine Menschen jüdischen Glaubens ansiedeln, so war ihnen auch der Besuch der städtischen Bäder größtenteils verwehrt. In Folge der Toleranzpatente fand sich aber ab dem 19. Jahrhundert ein kleines Zentrum jüdischer Kultur an der Bäckerstraße 363 (heute Breyerstraße 3) und eine jüdische Gemeinde entstand. Bis zum Zweiten Weltkrieg wuchs die Gemeinde weiter an und stellte 1934 sogar die drittgrößte jüdische Gemeinde Österreichs dar.
Kaiser Franz I. verbrachte von 1796 bis 1834 jeden Sommer in Baden und erhob die Stadt zu seiner Sommerresidenz. Dadurch avancierte Baden zum bedeutsamen Kurort. Im Gefolge des Hofes kam im Sommer auch die gesellschaftliche Oberschicht, um sich in Baden zu erholen und auf Sommerfrische zu fahren.
Wolfgang Amadeus Mozart war zwischen 1773 und 1791 öfters zu Gast. Das „Ave Verum Corpus“ für den Badener Schulmeister Anton Stoll entstand 1791 im heutigen Mozarthof in der Renngasse und wurde in der Stadtpfarrkirche uraufgeführt. Mozart dirigierte dort im gleichen Jahr auch die von ihm geschriebene Missa brevis in B (KV 275).  Auch entstanden nachweislich Teile seiner Opern „Die Zauberflöte“ und „La clemenza di Tito“ in der Kurstadt. 

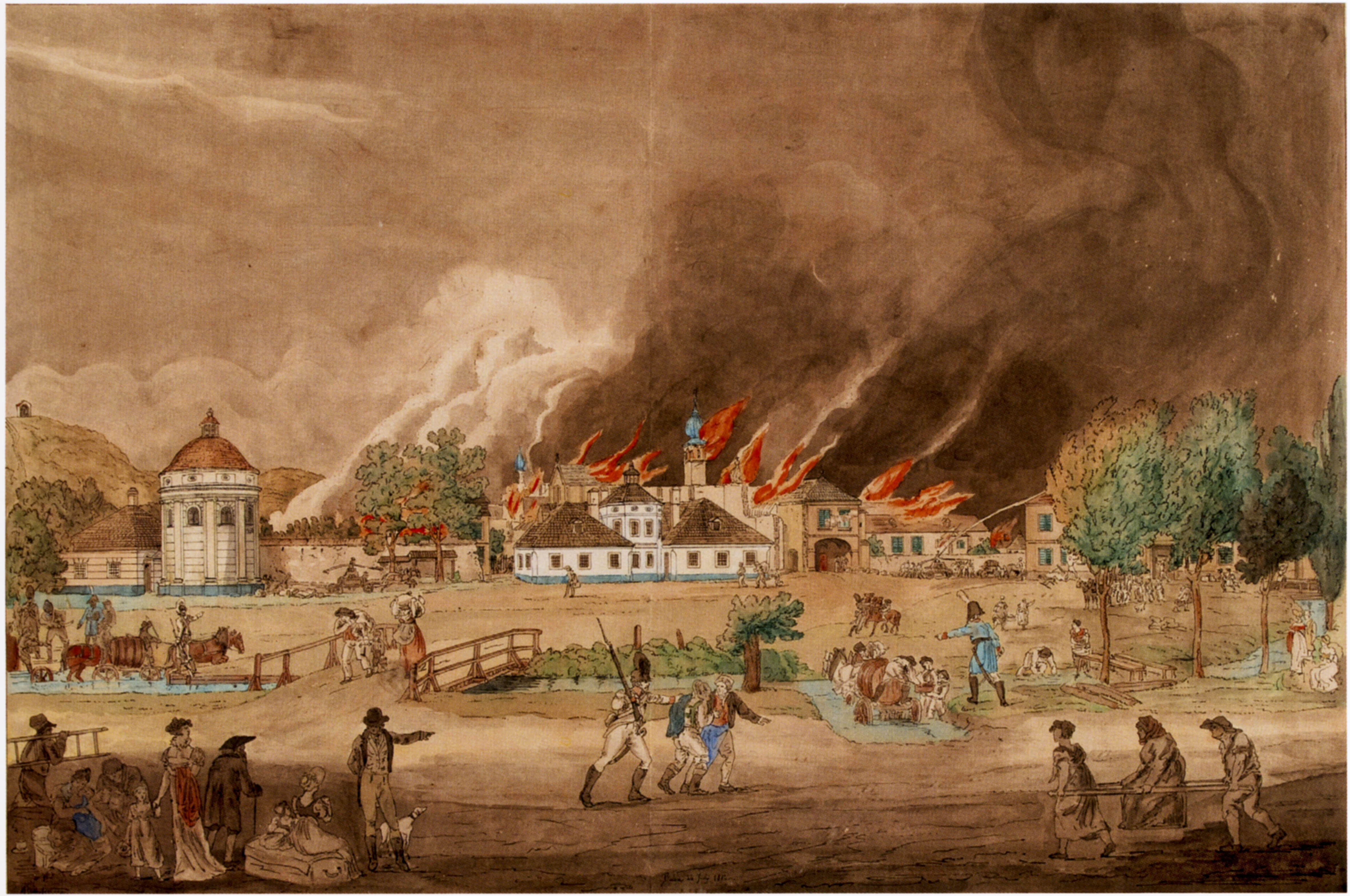
Stadtbrand am 26. Juli 1812. – Vordergrund: Josefsplatz, Löschwasserschöpfen aus dem Mühlbach; Hintergrund: Josefsbad (links), Neubad (Mitte), dahinter das brennende Dach der Frauenkirche

Nach dem großen Stadtbrand 1812 wurde die Stadt im Biedermeierstil nach Plänen von Joseph Kornhäusel neu erbaut und erhielt ihr im Großen und Ganzen noch heute erhaltenes Stadtbild.
Napoleons zweite Frau Marie Louise wohnte nach der Regentschaft ihres ersten Mannes mehrere Jahre in Stadt, in welcher sie auch einen Gutteil ihrer Jugend verbrachte. Ihr gemeinsamer Sohn, der Herzog von Reichstadt wuchs zu großen Teilen in der Kurstadt auf.
Auch Napoleon selbst gastierte an der Sommerresidenz seines Schwiegervaters.
Ludwig van Beethoven kam in den folgenden Jahren häufig nach Baden und komponierte hier unter anderem den 4. Satz seiner 9. Symphonie mit der „Ode an die Freude“, der heutigen Europahymne. In der Stadt sind ebenfalls wesentliche Teile der „Missa Solemnis“, der „Eroica“ und der „Pastorale“ entstanden.
Franz Liszt trat als Kind 1819 in Baden zum ersten Mal öffentlich auf und gab in Folge auch Konzerte in Ödenburg und Pressburg, worauf ungarische Magnaten ihm 1820 ein Studienstipendium finanzierten.
Im Jahre 1832 kam es in der Stadt zu einem missglückten Attentat auf den kaiserlichen Thronfolger Ferdinand, zum damaligen Zeitpunkt schon gekrönter König von Ungarn durch den pensionierten Hauptmann Franz Reidl mit einer Pistole. Der Kronprinz wurde nur leicht verletzt.
Während des Chaos der Märzrevolution 1848 wurde die Stadt der wichtigste Zufluchtsort der Habsburgerfamilie und Wiener Aristokratie und blieb, trotz geographischer Nähe zu Wien klar Kaisertreu, was Baden den Spitznamen „Schwarz-Gelbowitz“ einbrachte.(Schwarz und Gelb waren die Farben der Habsburger und auch damalige Farben der Flagge des Kaisertums Österreich)
1850 wurden die damaligen Nachbarorte Leesdorf und Gutenbrunn eingemeindet.
Katharina Schratt, die wichtigste Liebhaberin Kaiser Franz Josefs, war gebürtige Badenerin und avancierte zu einer der bedeutendsten österreichischen Schauspielerinnen ihrer Zeit. 
Die großen Söhne der Stadt, Max Reinhardt und Karl Landsteiner wurden ebenfalls in jener Epoche geboren.
Im Jahr 1876 lernte Alfred Nobel in Baden seine langjährige Geliebte und Partnerin, Sofie Hess kennen.
In der goldenen Blütezeit der Donaumonarchie verkehrten und residierten Bertha von Suttner, die Familie Sacher, Johann Strauss, Franz Grillparzer,  Carl Millöcker, Johann Nestroy, Ferdinand Raimund, Joseph Haydn sowie viele weitere Größen aus Kunst und Kultur regelmäßig in der Kurstadt.
Baden wurde sehr früh mit elektrischem Strom versehen. 1894 wurde mit der Straßenbahn Baden die zweite elektrische Bahn Österreichs eröffnet, welche ab 1895 das benachbarte Bad Vöslau mit Baden verband. In Folge entstand daraus 1907 die bis heute bestehende Badner Bahn (Wiener Lokalbahn).
1912 wurde die Stadt mit Weikersdorf vereinigt und vergrößerte sich auf das heutige Gemeindegebiet.
Im Ersten Weltkrieg kam der Stadt ebenfalls eine wichtige Rolle zu: 1916 wurde das Armeeoberkommando, die Befehlszentrale für alle Einheiten (inkl. k.u.k. Kriegsmarine) der Streitkräfte Österreich-Ungarns, von Teschen in Österreichisch-Schlesien nach Baden, ins Kaiserhaus, verlegt und blieb hier bis zum Ende des Krieges im November 1918. Zudem war Baden von Februar bis Juni 1918 sogar offiziell Residenz des k.u.k. Hofes. Der letzte Kaiser, Karl I., der den militärischen Oberbefehl im Gegensatz zu seinem greisen Vorgänger Franz Joseph I. selbst übernahm, hielt sich deshalb über seine ganze Regierungszeit hinweg häufig in Baden auf.
Die Eröffnung des Spielcasinos 1934 sicherte Badens Stand als bedeutendsten Kurort Österreichs.
Im Zuge der Novemberpogrome 1938 wurde die Inneneinrichtung der Synagoge zerstört, das Gebäude dann durch die Nationalsozialistische Volkswohlfahrt übernommen.
Am 26. März 1945 war Baden Ziel eines Luftangriffs der 15. US-Luftflotte. Ein Bombenangriff am 2. April 1945 – im vorletzten Monat des Zweiten Weltkriegs – zerstörte einzelne Gebäude.
Eine abermals wichtige Rolle kam der Stadt in der Nachkriegszeit zu: Von 1945 bis 1955 war Baden Hauptquartier der sowjetischen Besatzungsmacht in Österreich. Speziell in der ersten Zeit der Besetzung kam es durch Soldaten der Roten Armee zu Plünderungen, Vergewaltigungen sowie Erschießungen. Einige in Baden in der Nikoladonivilla (Schimmergasse 17) Inhaftierte (und bisweilen Gefolterte) wurden in die UdSSR verschleppt.
Nach 1965 wurde die gesamte touristische Infrastruktur des Orts erneuert. Heute gilt Baden wieder als einer der bedeutendsten Kurorte Österreichs (siehe auch Tourismus in Österreich#Kur- und Wellnesstourismus).
2009 wurde dem Badener Arnulf Rainer zu Ehren ein Museum mit seinen Werken eröffnet.
„In Baden wurde (am Josefsplatz) ein Mahnmal zur Erinnerung an die vom NS-Regime verfolgten und ermordeten Menschen errichtet“, berichtet der ORF. Das Projekt der Stadtgemeinde, jüdischen Gemeinde Baden und der Zivilgesellschaft wurde im April 2017 fertiggestellt.
Im Juli 2021 wurde Baden im Rahmen der Bedeutenden Kurstädte Europas in die Liste des UNESCO-Welterbes aufgenommen.
Siehe auch: Geschichte Niederösterreichs, Geschichte des Wienerwalds

### Bevölkerungsentwicklung
| Baden: Einwohnerzahlen von 1869 bis 2025            | Baden: Einwohnerzahlen von 1869 bis 2025 | Baden: Einwohnerzahlen von 1869 bis 2025 | Baden: Einwohnerzahlen von 1869 bis 2025 | Baden: Einwohnerzahlen von 1869 bis 2025 |
| --------------------------------------------------- | ---------------------------------------- | ---------------------------------------- | ---------------------------------------- | ---------------------------------------- |
| Jahr                                                |                                          |                                          |                                          | Einwohner                                |
| 1869                                                | 1869                                     |                                          | 10.749                                   | 10.749                                   |
| 1880                                                | 1880                                     |                                          | 13.342                                   | 13.342                                   |
| 1890                                                | 1890                                     |                                          | 15.776                                   | 15.776                                   |
| 1900                                                | 1900                                     |                                          | 17.873                                   | 17.873                                   |
| 1910                                                | 1910                                     |                                          | 20.632                                   | 20.632                                   |
| 1923                                                | 1923                                     |                                          | 22.217                                   | 22.217                                   |
| 1934                                                | 1934                                     |                                          | 22.208                                   | 22.208                                   |
| 1939                                                | 1939                                     |                                          | 24.111                                   | 24.111                                   |
| 1951                                                | 1951                                     |                                          | 21.312                                   | 21.312                                   |
| 1961                                                | 1961                                     |                                          | 22.484                                   | 22.484                                   |
| 1971                                                | 1971                                     |                                          | 22.727                                   | 22.727                                   |
| 1981                                                | 1981                                     |                                          | 23.140                                   | 23.140                                   |
| 1991                                                | 1991                                     |                                          | 23.488                                   | 23.488                                   |
| 2001                                                | 2001                                     |                                          | 24.502                                   | 24.502                                   |
| 2011                                                | 2011                                     |                                          | 25.093                                   | 25.093                                   |
| 2021                                                | 2021                                     |                                          | 25.759                                   | 25.759                                   |
| 2025                                                | 2025                                     |                                          | 25.931                                   | 25.931                                   |
| Quelle(n): Statistik Austria, Gebietsstand 1.1.2021 |                                          |                                          |                                          |                                          |

Die Bevölkerung Badens hat seit der zweiten Hälfte des 19. Jahrhunderts fast ununterbrochen zugenommen und sich vor allem zwischen 1869 und 1923 auf über 22.000 verdoppelt. Eine markante Abnahme der Bevölkerung um 11,6 % gab es lediglich während der Kriegsjahre von 1939 bis 1945.
Auch seit der Volkszählung im Jahr 1991 hat die Bevölkerung um 4,3 % zugenommen, was auf die positive Wanderungsbilanz (+8,8 %) zurückzuführen war, während die Geburtenbilanz rückläufig war (− 4,4 %).

### Religionen

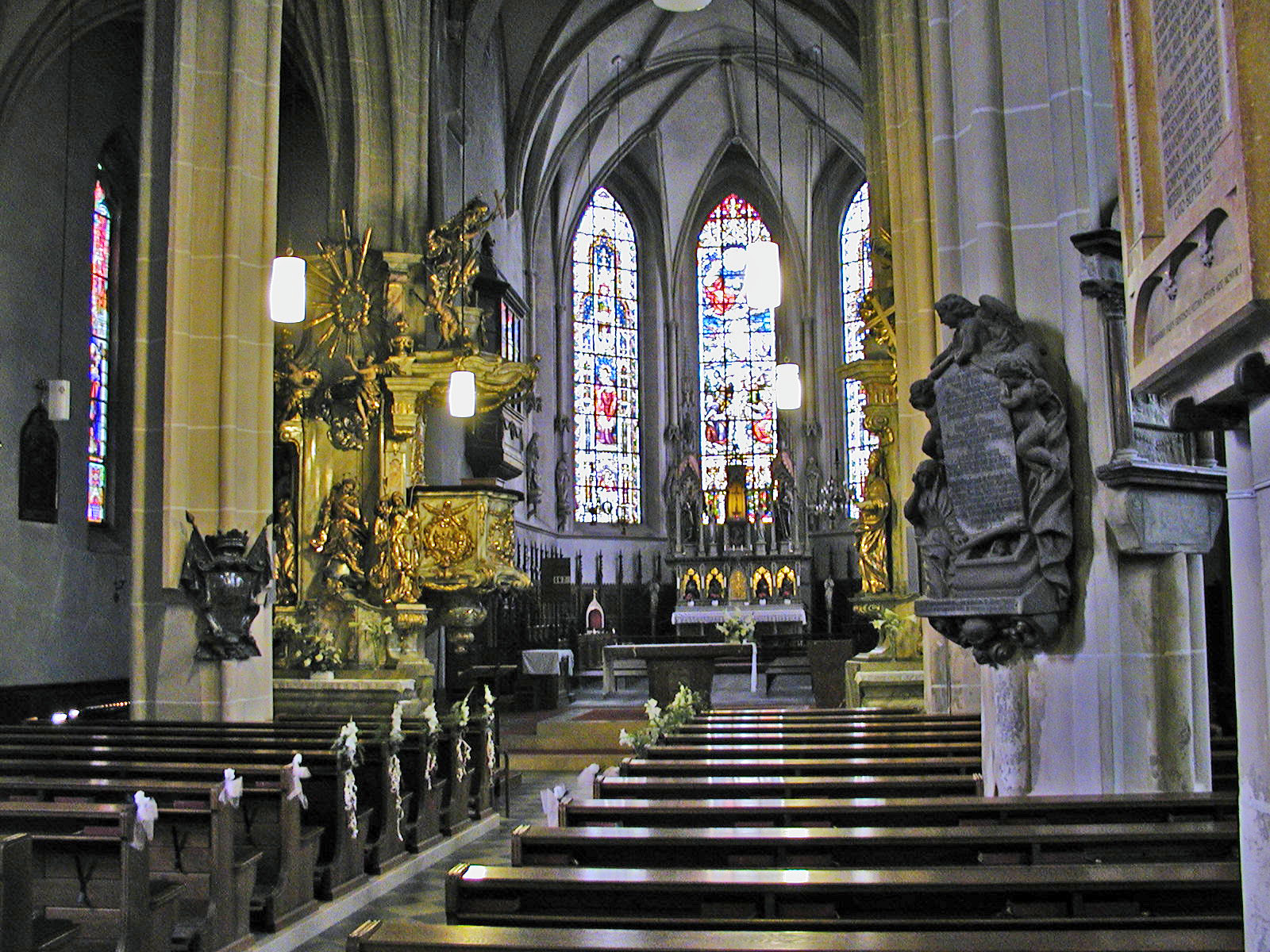
Inneres der Badener Stadtpfarrkirche St. Stephan

Die Mehrheit (62,7 %) der Einwohner Badens ist römisch-katholisch. Bekannteste Kirche ist die Stadtpfarrkirche St. Stephan.
Evangelisch sind 8,3 %, orthodox 3,6 %. Zum Islam bekennen sich 4,0 %. 16,8 % sind ohne religiöses Bekenntnis. Die kleine (0,1 %) jüdische Gemeinde bemühte sich durch ihren Synagogenverein um die Renovierung der Badener Synagoge. Die Renovierung wurde 2005 abgeschlossen und die Synagoge Baden wieder geweiht. Das ursprünglich 1873 errichtete Gebäude sowie der Wiener Stadttempel sind heute die zwei einzigen jüdischen Sakralbauten in Österreich aus der Zeit vor 1945, die in ihrer ursprünglichen Verwendung stehen.

## Kultur und Sehenswürdigkeiten
Baden ist aufgrund der heißen Schwefelquellen eine bedeutende Kurstadt. Diese Schwefelquellen sind schon seit Jahrtausenden bekannt. Die älteste Schwefelquelle befindet sich in einem Stollen unter dem Casino. Heute kommt das Wasser aus vierzehn Quellen, die zu den schwefelhaltigsten Österreichs zählen. Neben den Quellen ist Baden auf Grund seiner guten Luftverhältnisse auch ein Luftkurort.
Das Stadtbild ist stark durch das Biedermeier geprägt, im frühen 19. Jahrhundert erlebte die Stadt durch den Badetourismus aus Wien einen starken wirtschaftlichen Aufschwung und erste kulturelle Blüte. Baden ist Mitglied im Verband Kleine historische Städte.
Seit 2012 findet jährlich im Sommer über ein Wochenende hinweg das Fest „Baden in weiß“ statt.
Seit 2018 findet in Kooperation mit der französischen Gemeinde La Gacilly das gleichnamige Fotofestival in den Sommermonaten über das gesamte Gebiet der Stadt verteilt statt. Die Ausstellungen der vergangenen Jahre waren:
- 2018: I love Africa
- 2019: Hymne an die Erde
- 2020: Im Osten viel Neues
- 2021: Viva Latina![35]
- 2022: Nordwärts![36]
- 2023: Orient![37]
- 2024: Welt. Natur. Erbe.[38]

### Theater

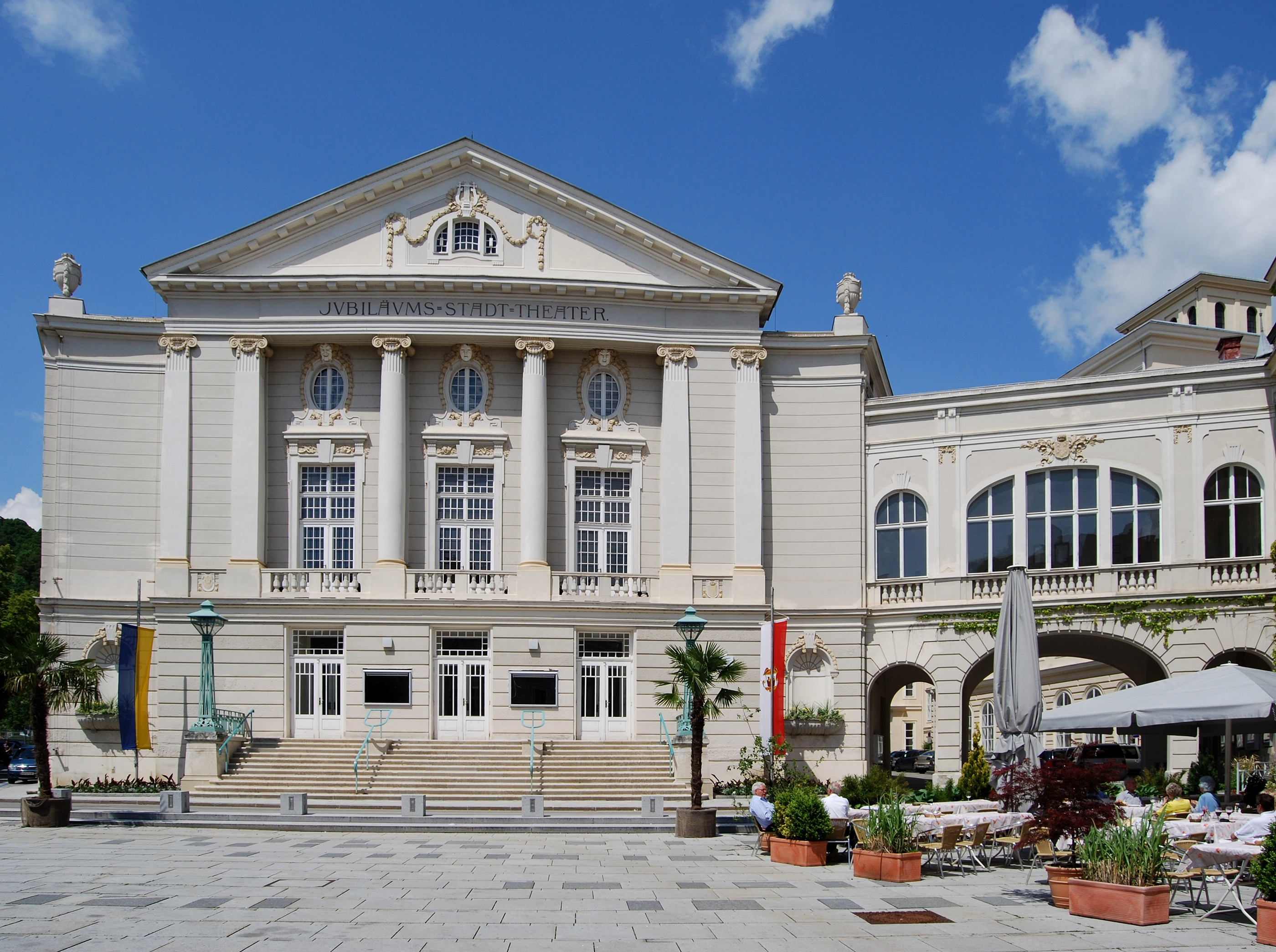
Das Stadttheater 2010

Das Badener Theaterleben ist vor allem von Operettenaufführungen geprägt. Über das ganze Jahr verteilt finden Aufführungen im Stadttheater statt (erbaut 1908–1909 von Ferdinand Fellner d. J., Büro Fellner & Helmer), während des Sommers auch zusätzlich in der Sommerarena (erbaut 1906 von Rudolf Krausz).

### Casino Baden

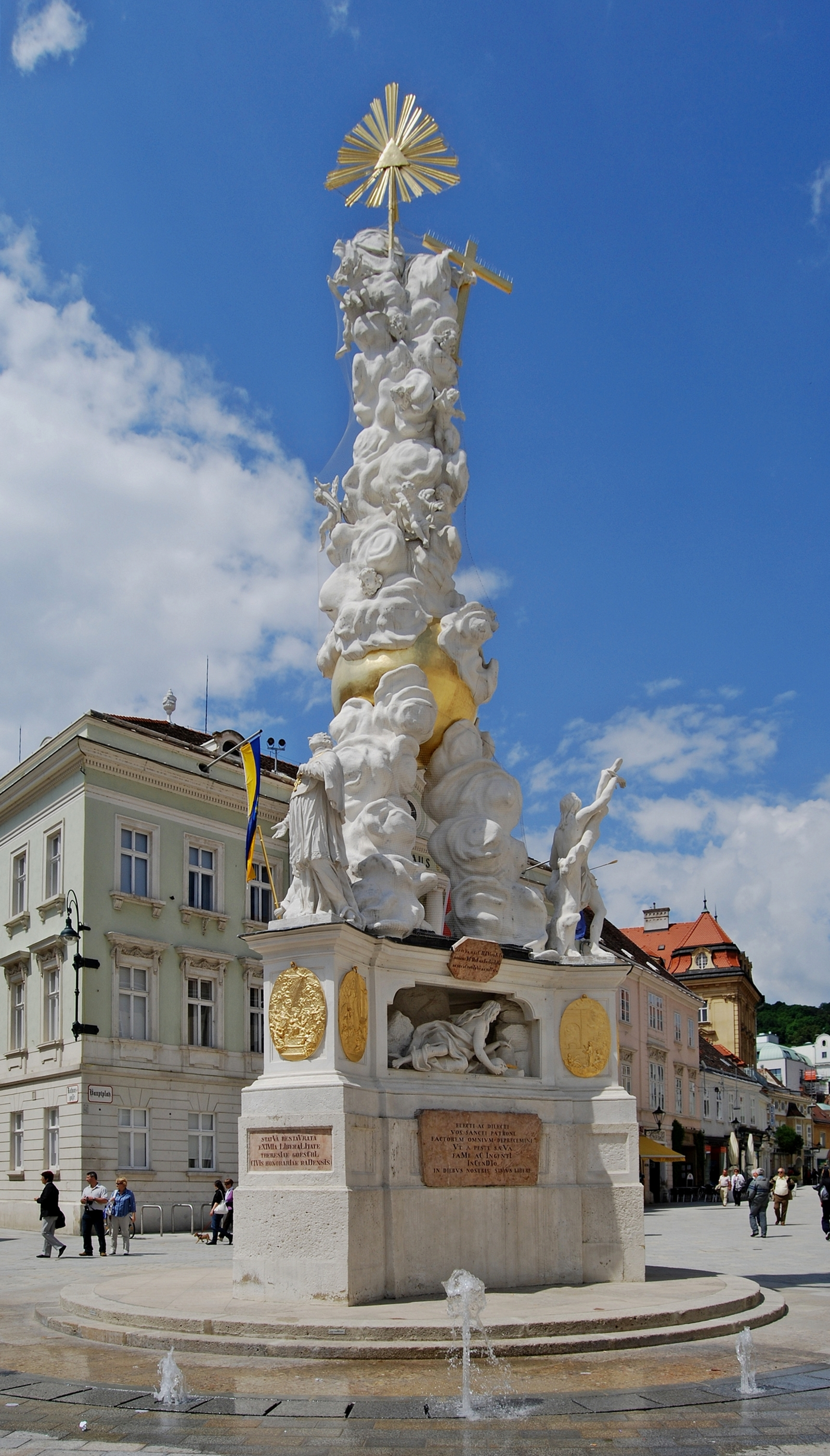
Dreifaltigkeits- oder Pestsäule (des Bildhauers Giovanni Stanetti) auf dem Hauptplatz von Baden bei Wien.

Das Casino in Baden wurde nach Plänen der Architekten Eugen Fassbender und Maximilian Katscher in den Jahren 1884 bis 1886 als neues Kurhaus errichtet. Das Gebäude wurde im Stile der Neorenaissance anstelle des alten Theresienbades im Kurpark erbaut.
Es wurde nach mehrfachen Umbauten 1995 als größtes Casino Europas samt Kongress- und Veranstaltungszentrum neu eröffnet. Das Casino wird regelmäßig für kulturelle Veranstaltungen (Lesungen, Konzerte und vor allem Bälle) genutzt, auch findet dort der Internationale Chorwettbewerb Ave Verum statt.

### Stadtbücherei
Die Stadtbücherei Baden wurde 1940/41 gegründet. Sie hatte damals 3.000 Bände und 22.332 Entlehnungen für 1.349 Leser (davon 300 Kurgäste). 1959 übersiedelte sie an den Standort Kaiser-Franz-Ring 9, dem Zellerhof, in dem sich auch das Standesamt befindet. Die Zweigstelle Weikersdorf wurde 1964 mit Freihandaufstellung der Bücher eröffnet, 1973–1975 wurde auch die Hauptbibliothek als Freihandbücherei gestaltet. Im Jahr 2008 wies die Bibliothek 52.480 Entlehnungen für 26.095 Besucher auf, sie umfasste 31.303 Medien (26.602 Bücher, 1.184 Zeitschriften-Hefte aus 43 Abonnements, 3.517 Audio/Video-Medien).

### Museen und Ausstellungshäuser
- Arnulf-Rainer-Museum
- Beethovenhaus
- Haus der Kunst
- Kaiser-Franz-Josef-Museum
- Puppenmuseum
- Rollettmuseum

### Bauwerke

Das Rathaus der Stadt – nach dem großen Stadtbrand vom 26. Juli 1812 anstelle des abgebrannten in den Jahren 1814/15 errichtet und von 1893 bis 1895 umgebaut sowie erweitert

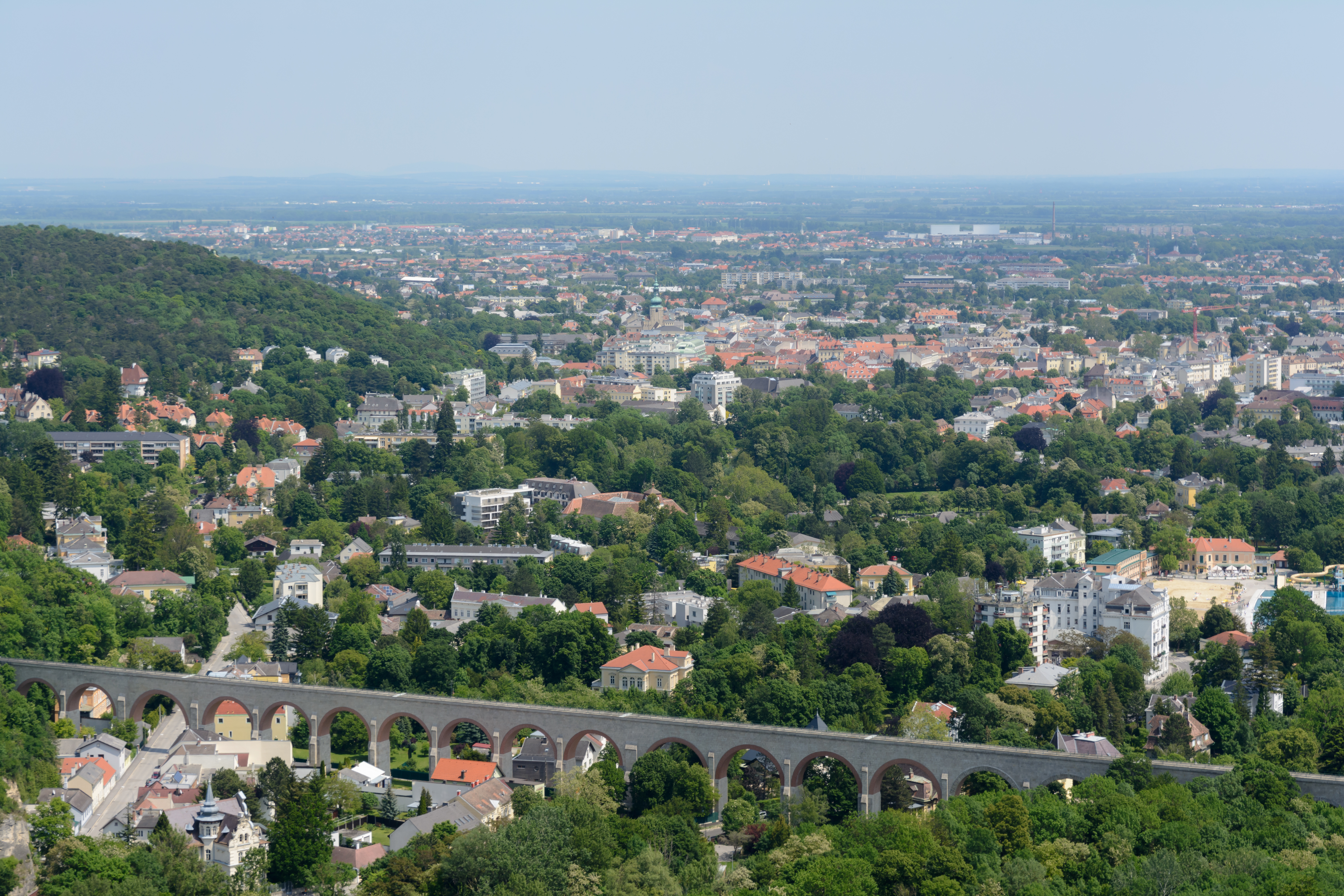
Aquädukt Baden

- Aquädukt Baden
- Burg Scharfeneck
- Bürgerspital
- Burgruine Rauheneck
- Burgruine Rauhenstein
- Frauenkirche
- Kaiserhaus
- Pfarrkirche Baden-St. Stephan
- Pfarrkirche Baden-St. Christoph
- Pfarrkirche Baden-Leesdorf
- Sauerhof
- Schloss Leesdorf
- Schloss Weikersdorf
- Synagoge Baden
- Theresienwarte
- Villa Eugen
- Beethoven-Kino Baden

Friedhöfe
- Stadtpfarrfriedhof Baden
- Helenenfriedhof
- Jüdischer Friedhof Baden

Abgekommene Bauwerke
- Central-Hotel
- Sanatorium Gutenbrunn
- Schloss Weilburg

### Ortsbildgestaltung

Pavillon der ehemaligen Orangerie im Doblhoffpark mit Fotos der Open-Air Fotoausstellung Fotofestival La Gacilly-Baden (2018)

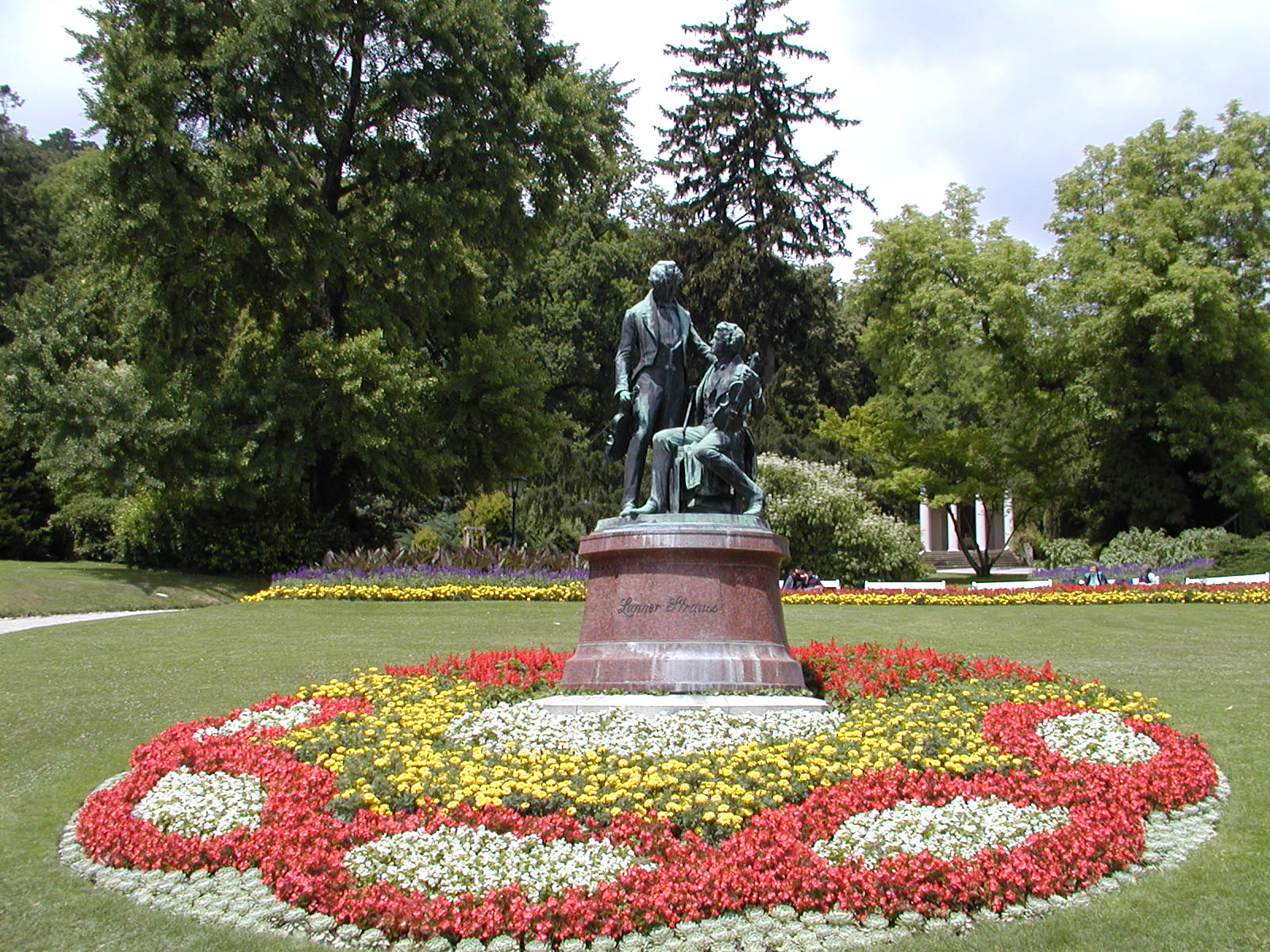
Lanner- und Strauß-Denkmal im Badener Kurpark

Blick von der Ruine Rauheneck ins Helenental

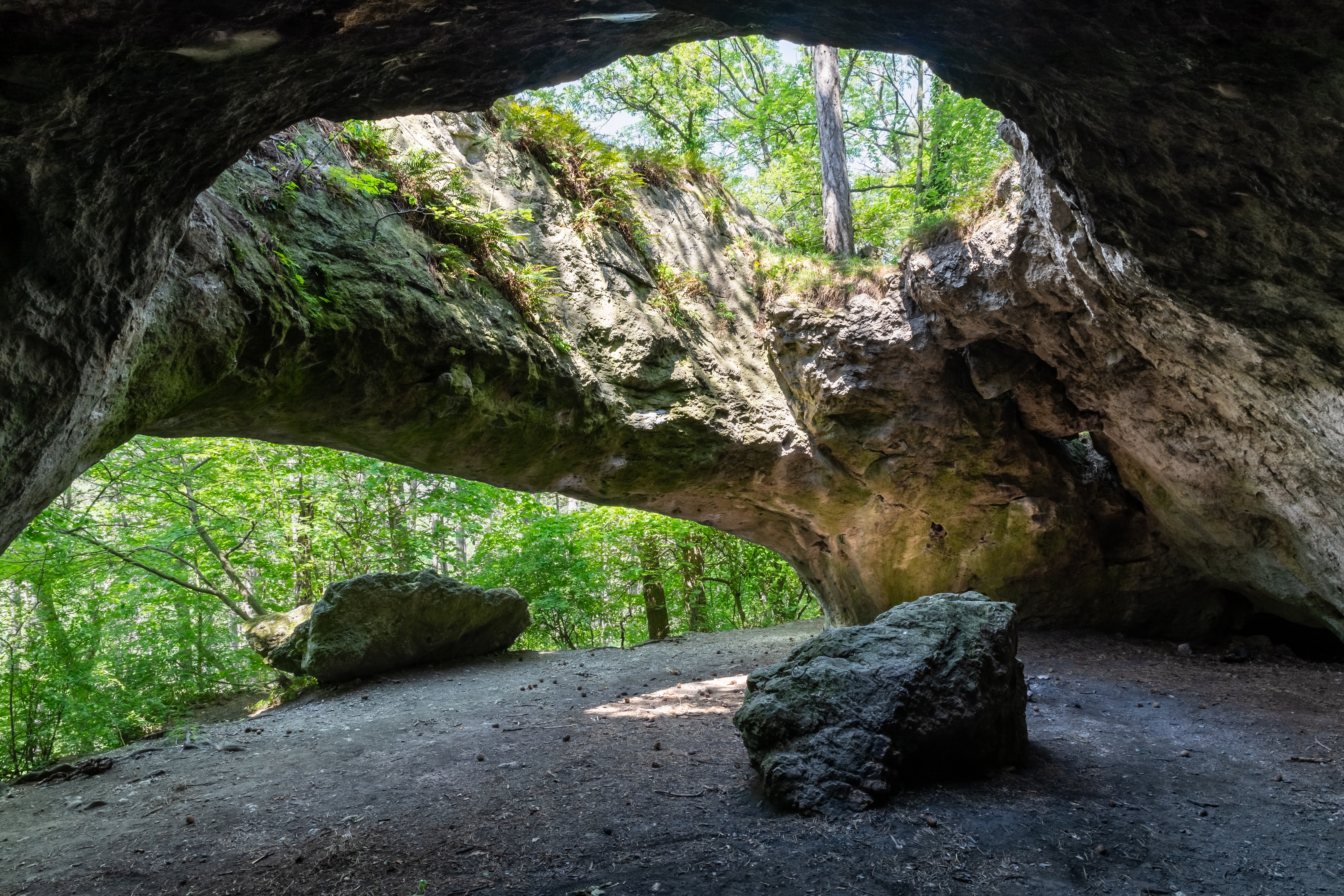
Königshöhle

Im Rahmen des europäischen Wettbewerbes „Entente Florale Europe“ wurde Baden 2005 mit einer Goldmedaille in der Kategorie Stadt ausgezeichnet.

### Parks
- Kurpark Baden bei Wien
- Doblhoffpark mit Rosarium und Denkmal für Rudolf Geschwind: Der ehemalige Schlosspark des Schlosses Weikersdorf ist nach dem Adelsgeschlecht Doblhoff benannt, die von 1741 bis zum Ankauf durch die Stadtgemeinde Baden im Jahr 1966 im Besitz des Schlosses und Parks waren. 1969 wurde ein Rosarium in dem rund 8 Hektar großen Park in Kooperation mit der Stadtgemeinde, den österreichischen Baumschulen und dem Architekten Viktor Mödlhammer eröffnet.[43]
- Gutenbrunner Park
- Weikersdorfer Park
- Helenental
- Königshöhle

## Wirtschaft und Infrastruktur

### Verkehr
Die Südbahn führt durch Baden hindurch, die Stadt ist Endstation der Badner Bahn, die Baden mit Wien verbindet. Aufgrund der Nähe zur Südautobahn ist Baden verkehrstechnisch günstig gelegen. In Baden werden, meistens nur von Montag bis Samstagmittag, die drei Stadtbuslinien (A, B und C) betrieben.
Von 1873 bis 1951 existierte die Straßenbahn Baden.

### Ansässige Unternehmen
Die Wirtschaft ist zum einen vom Kur- und Konferenzbetrieb, zum anderen vom Casino (einem Standort der Casinos Austria und gleichzeitig größtes Casino Österreichs) geprägt. Hinzu kommt noch der in der Umgebung betriebene Weinbau.

### Energieversorgung
Baden ist im dicht verbauten Gebiet fast vollständig mit biogener Fernwärme, welche im Biomasseheizkraftwerk Baden erzeugt wird, aufgeschlossen. Die öffentlichen Gebäude, wie Schulen, Ämter, weiters auch Kurbetriebe und großvolumige Wohnbauten werden mit Fernwärme versorgt. Baden gehört zu den e5-Gemeinden, welche sich einer internationalen Prüfung zur Erreichung von Klimazielen aussetzt. Noch hat Baden nicht die höchste Auszeichnung, wie 24 andere Gemeinden in Österreich (Stand März 2019) erlangen können. Dieser höchste Standard wird jedoch bei den kommenden Prüfungen angestrebt. Zudem versucht Baden auf kommunaler Ebene den Klimawandel über städtebauliche Wettbewerbe positiv zu beeinflussen. Bei zukünftigen Ausschreibungen der Stadt im Baubereich soll klimapolitischen Ansätzen besondere Geltung zukommen.

### Öffentliche Einrichtungen
Als Verwaltungszentrum des Bezirks Baden ist die Stadt Sitz regionaler Behörden und anderer öffentlicher Einrichtungen wie Schulen und Gesundheitseinrichtungen.

#### Ämter und Behörden
- Bezirksgericht
- Bezirkshauptmannschaft

Blick von der Theresiengasse Richtung Hauptplatz

- Bezirkspolizeikommando und Polizeiinspektion
- Finanzamt
- NÖ Agrarbezirksbehörde (Außenstelle)
- Stadtpolizei (größte Stadtpolizei Österreichs, ca. 40 Polizeibeamte)
- Vermessungsamt

#### Bäder
- Strandbad Baden
- Römertherme Baden[46]

#### Schulen
- In Baden befindet sich die in Österreich und darüber hinaus bekannte „Malerschule Baden“, welche verschiedene Schultypen beherbergt: Das Kolleg für Bautechnik mit Ausbildungszweig Farbe und Gestaltung, eine Meisterschule für Malerei und Anstrich sowie eine Fachschule für Malerei und Anstrich, in der auch eigene Klassen und speziell ausgebildete Lehrer für gehörbehinderte Menschen zur Verfügung stehen

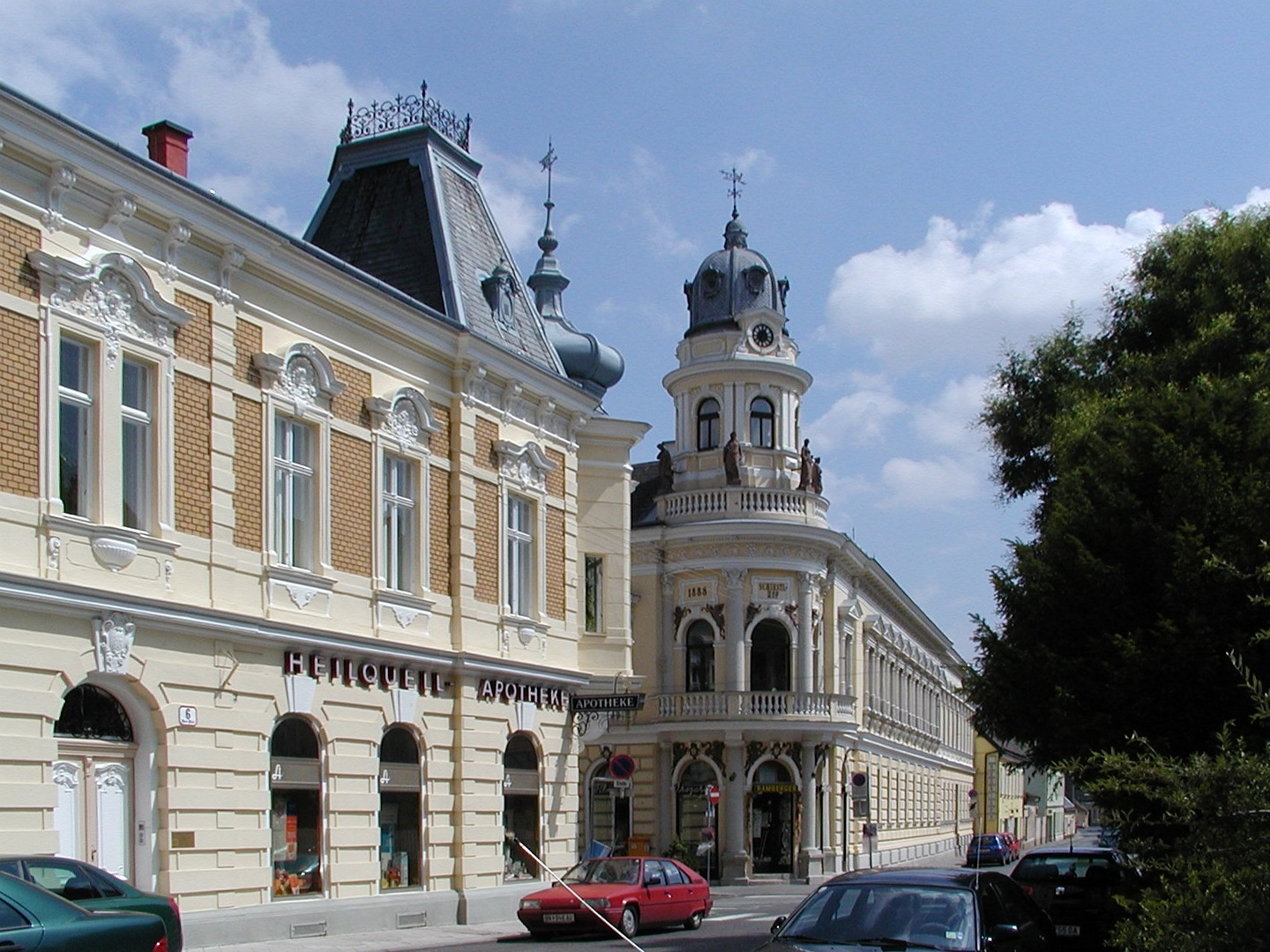
Blick vom Pfarrplatz Richtung Annagasse

- Volksschulen einschließlich Praxisvolksschule der Pädagogischen Hochschule Niederösterreich
- Neue Mittelschule, Praxismittelschule der Pädagogischen Hochschule Niederösterreich
- Polytechnische Schule
- Berufsschule für Bäcker, Konditor und Zahntechniker
- Allgemeine Sonderschule
- Pädagogische Hochschule Niederösterreich
- Bundeshandelsakademie und -handelsschule
- Höhere Lehranstalt für wirtschaftliche Berufe
- Bundesgymnasium und Bundesrealgymnasium Frauengasse
- Bundesgymnasium und Bundesrealgymnasium Biondekgasse
- „Regenbogenschule“, eine private Volksschule mit auf Dauer verliehenem Öffentlichkeitsrecht.
- Bundesinstitut für Sozialpädagogik
- HTL Malerschule
- Schule für allgemeine Gesundheits- und Krankenpflege des Landesklinikum Baden-Mödling[47]
- Tanzschule sowie Ballettschule
- Musikschule[48]

#### Gesundheit
- Badener Kurzentrum

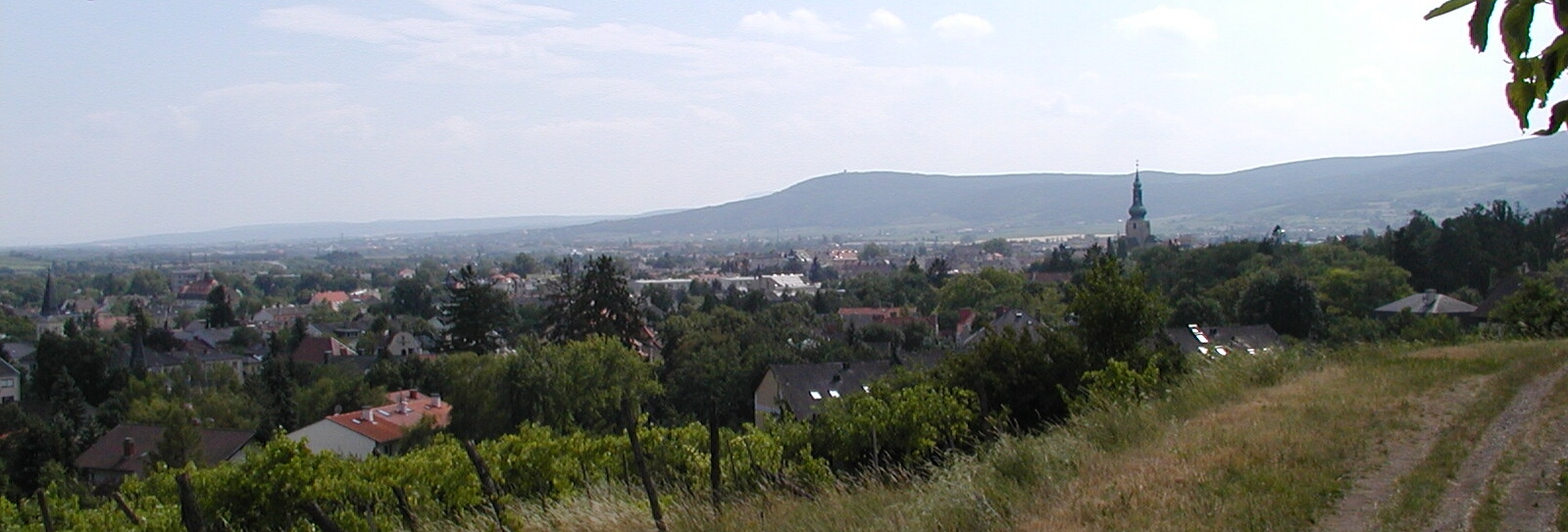
Blick über Baden von der die nordöstlich gelegenen Weinberge durchziehenden Hochquellenwasserleitung Richtung der Jubiläumswarte auf dem Harzberg (Bad Vöslau)

- Bezirksstelle der Niederösterreichischen Gebietskrankenkasse
- Gesundheits- und Kurhotel Badener Hof
- Klinikum Malcherhof Baden
- Landesklinikum Baden

### Sanitätsdienst
Der Rettungsdienst wird vom Roten Kreuz Bezirksstelle Baden wahrgenommen und wird über Notruf Niederösterreich organisiert.

#### Freiwillige Feuerwehren
Die Stadt Baden unterhält insgesamt drei Freiwillige Feuerwehren:
- Freiwillige Feuerwehr Baden-Stadt (I)
- Freiwillige Feuerwehr Baden-Leesdorf (II)
- Freiwillige Feuerwehr Baden-Weikersdorf (III)

#### Bundesheer
- Bis 2013 war die Martinek-Kaserne in Betrieb und steht seit dem Zeitpunkt zum Verkauf an.

### Sport
- ASV Baden – Fußballverein
- 1. Badener Beach-Volleyball Verein (BBV)
- Badener Tennisclub
- Badener Beachvolleyballverein
- Badener AC – ältester und erfolgreichster Sportverein der Stadt bestehend aus mehreren Zweigvereinen
- Black Jacks – Basketballverein
- Fecht Union Baden
- SG-Baden (Schützengesellschaft, seit 1560)
- Thermalstrandbad
- Trabrennplatz
- Schachklub Baden

### E-Government
Die Stadtverwaltung bietet verschiedene elektronische Services an, um die Amtswege für die Bürger zu vereinfachen. So können Formulare direkt von zuhause aus als PDF-Datei heruntergeladen werden und dann per Post an die jeweilige Abteilung versendet werden. Außerdem können einige Anliegen wie z. B.: Bewerbungen um Aufnahme in ein Dienstverhältnis direkt via Webformular übermittelt werden. Die Online-Formulare der Stadt basieren auf AFORMSOLUTION, des österreichischen IT-Unternehmens aforms.

## Politik
Historisch ist die Stadt traditionell stark von bürgerlichen Kräften geprägt. Seit dem Ende des Zweiten Weltkriegs stellte die ÖVP alle Bürgermeister, wie zuvor ihr Vorgänger, die Christlichsoziale Partei.

### Gemeinderat
Der Gemeinderat von Baden hat 41 Sitze.
- Nach den Gemeinderatswahlen in Niederösterreich 1990 hatte der Gemeinderat folgende Verteilung: 25 ÖVP, 8 SPÖ, 4 FPÖ, 3 GRÜNE und 1 LUB.
- Nach den Gemeinderatswahlen in Niederösterreich 1995 hatte der Gemeinderat folgende Verteilung: 22 ÖVP, 7 SPÖ, 6 FPÖ, 3 GRÜNE und 1 LUB.[50]
- Nach den Gemeinderatswahlen in Niederösterreich 2000 hatte der Gemeinderat folgende Verteilung: 21 ÖVP, 9 SPÖ, 6 FPÖ und 3 GRÜNE.[51]
- Nach den Gemeinderatswahlen in Niederösterreich 2005 hatte der Gemeinderat folgende Verteilung: 21 ÖVP, 9 SPÖ, 5 GRÜNE, 5 Liste Trenner und 1 FPÖ.[52]
- Nach den Gemeinderatswahlen in Niederösterreich 2010 hatte der Gemeinderat folgende Verteilung: 18 ÖVP, 9 SPÖ, 7 Liste Trenner, 5 GRÜNE und 2 FPÖ.[53]
- Nach den Gemeinderatswahlen in Niederösterreich 2015 hatte der Gemeinderat folgende Verteilung: 15 ÖVP, 10 Liste Trenner, 8 SPÖ, 5 GRÜNE, 2 FPÖ und 1 NEOS.[54]
- Nach den Gemeinderatswahlen in Niederösterreich 2020 hatte der Gemeinderat folgende Verteilung: 18 ÖVP, 8 GRÜNE, 6 Liste Trenner, 6 SPÖ, 2 NEOS und 1 FPÖ.[55]
- Nach den Gemeinderatswahlen in Niederösterreich 2025 hat der Gemeinderat folgende Verteilung: 10 ÖVP, 7 SPÖ, 7 GRÜNE, 7 Liste Trenner, 6 FPÖ und 4 NEOS.[56]

### Bürgermeister
- 1919 bis 1938: Josef Kollmann
- 1939 bis 1945: Franz Schmid
- 1946 bis 1950: Franz Meixner[57]
- 1950 bis 1965: Julius Hahn (ÖVP)
- 1965 bis 1988: Viktor Wallner (ÖVP)
- 1988 bis 2007: August Breininger (ÖVP)
- 2007 bis 2010: Erika Adensamer (ÖVP)
- 2010 bis 2016: Kurt Staska (ÖVP)
- 2016 bis 2025: Stefan Szirucsek (ÖVP)
- seit 2025: Carmen Jeitler-Cincelli (ÖVP)

## Persönlichkeiten

### Söhne und Töchter der Stadt
- Albrecht II. (1897–1955), Sohn von Erzherzog Friedrich von Österreich-Teschen
- Johann Christoph Allmayer-Beck (1918–2017), Militärhistoriker und Museumsdirektor
- Louis V. Arco (1899–1975), Schauspieler
- Gregor Aufmesser (* 1988), Jazzmusiker
- Vincent Bach (1890–1976), Gründer des gleichnamigen US-amerikanischen Herstellers von Blechblasinstrumenten
- Heinz Becker (* 1950), Politiker, Abgeordneter zum Europäischen Parlament
- Peter Ludwig Berger (1896–1978), Jurist, Partei- und Gewerkschaftsfunktionär
- Wilhelm Bersch (1868–1918), Chemiker und Agronom
- Hugo Bettauer (1872–1925), Schriftsteller

- August Breininger (* 1944), Bürgermeister der Stadt Baden bei Wien
- Vesel Demaku (* 2000), Fußballspieler
- Patrick Derdak (* 1990), Fußballspieler
- Mario Dorner (* 1970), Fußballspieler und -trainer
- Daniel Dunst (* 1984), Fußballspieler
- Klaus Eberhard (* 1956), Skirennläufer
- Thomas Ebner (* 1992), Fußballspieler
- Rainer Egger (1935–2009), Historiker, Generaldirektor-Stellvertreter des Österreichischen Staatsarchivs
- Willi End (1921–2013), österreichischer Bergsteiger
- Lucie Englisch (1902–1965), Schauspielerin
- Joseph Leopold Faistenberger (1764–1835), Musiker und Komponist
- Albert Figdor (1843–1927), Bankier und Kunstsammler
- Bert Fortell (1924–1996), Schauspieler
- Josef Frank (1885–1967), österreichisch-schwedischer Architekt
- Paul Friedländer (1891–1942/43), Politiker und Journalist
- Lukas Alfred Fuchs (* 1991), Regisseur, Video- und Filmgestalter, Kameramann
- Christin Gerstorfer (* 1998/1999), österreichische Freitaucherin, vier österreichische Rekorde für Frauen[58]
- Mizzi Griebl (1872–1952), österreichische Sängerin und Schauspielerin
- Paul Guttmann (1879–1942), Schauspieler, Regisseur und Inspizient
- Carl Ludwig Habsburg (1918–2007), fünftes Kind von Kaiser Karl I. von Österreich und von Kaiserin Zita
- Julius Hahn (1890–1972), Jurist und Politiker, Bürgermeister von Baden
- Marianne Hainisch (1839–1936), Frauenrechtlerin
- Dorit Hanak (1938–2021), Opern-, Operetten- und Konzertsängerin
- Maria Hanau-Strachwitz (1922–2005), Schriftstellerin
- Gaby Herbst (1945–2015), Schauspielerin
- Erwin Hoffer (* 1987), Fußballspieler
- Natalie von Hohenlohe-Waldenburg-Schillingsfürst, Ratibor und Corvey (* 28. Juli 1911;[59] † 11. März 1989), zweitgeborene Tochter von Maria Henriette Erzherzogin von Österreich
- Georg Michael Höllering (1897–1980), österreichisch-britischer Autor und Filmregisseur
- Besian Idrizaj (1987–2010), Fußballspieler
- Sebastian Käferle (* 1996), Basketballspieler
- Helmut Karner (* 1947), Manager, Unternehmensberater und Hochschullehrer
- Chiara Kerper (* 1998), Musikerin
- Jan Kirchmayer (* 2003), Fußballspieler
- Johann Baptist Klerr (1830–1875), Kapellmeister und Komponist
- Ludwig Klerr (1826–1882), Kapellmeister und Komponist
- Jakob Knollmüller (* 2003), Fußballspieler
- Veronika Kratochwil (* 1988), Sportsoldatin und Wasserspringerin
- Willy Kreuzer (1947–2019), Komponist und Alpinist
- Max Kuttner (1883 [oder: 1880] – 1953), deutscher Opern-, Operettentenor, Schallplatten- und Rundfunksänger
- Karl Landsteiner (1868–1943), Entdecker der Blutgruppen, Nobelpreisträger
- Friedrich Lehne (1913–2006), Jurist
- Heinrich von Lützow (1852–1935), österreichisch-ungarischer Diplomat
- Hertha Martin (1930–2004), Schauspielerin
- Béla Mavrák (* 1966), Tenor
- Thomas Mayer (* 1962), Journalist
- Johannes Mayerhofer (1859–1925), Künstler und Autor
- Heribert Meisel (1920–1966), Sportjournalist und Sportmoderator im ORF und ZDF
- Maximilian Melcher (1922–2002), bildender Künstler und Hochschullehrer
- Eduard Melkus (* 1928), Violinist und Bratschist
- Sascha Merényi (* 1968), Schauspieler[60]
- Gerald Messlender (1961–2019), Fußballspieler
- Leopold von Meyer (1816–1883), Pianist und Komponist
- Adolf Michel (* 1952), Liedermacher, Musiker und Kabarettist
- Eva Mückstein (* 1958), Politikerin
- Josef Müllner (1879–1968), Bildhauer
- Rosa Papier (1859–1932), Opernsängerin und Gesangspädagogin
- Herbert Pauli (* 1952), Schriftsteller und Filmemacher
- Jakob Pazeller (1869–1957), Komponist
- Karl Pfeifer (1928–2023), Journalist
- Othmar Pickl (1927–2008), Historiker
- Pia Maria Plechl (1933–1995), Journalistin und Autorin
- Felix Angelo Pollak (1882–1936), Architekt
- Thomas Prazak (* 1980), Schauspieler
- Paul Prigl (1921–1988), Politiker
- Arnulf Rainer (* 1929), Maler
- Jenny Rausnitz (1910–1988), Schauspielerin
- Fritz Reichl (1890–1959), Architekt
- Max Reinhardt (1873–1943), Theaterregisseur und Intendant
- Franz Josef Reinl (1903–1977), Komponist
- Stefanie Reinsperger (* 1988), Schauspielerin
- Franz Reznicek (1903–1999), Architekt
- Alexander Rollett (1834–1903), Physiologe und Histologe
- Georg Anton Rollett (1778–1842), Sammler, Naturforscher und Arzt
- Hermann Rollett (1819–1904), Vormärz-Dichter, Kunstschriftsteller und Stadtarchivar
- Maximilian Sax (* 1992), Fußballspieler
- Herbert Schambeck (1934–2023), Jurist
- Fabian Schartel (* 1996), Handballspieler
- Hermann Scheunemann (* 1940), Hamburger Politiker
- Franz Xaver Schmidt (1857–1916), Baumeister und Architekt
- Katharina Schratt (1853–1940), Schauspielerin
- Lisa Schuch-Gubik (* 1994), Politikerin (FPÖ), Abgeordnete zum Nationalrat
- Melanie Schurgast (* 1990), Fußballspielerin
- Anton Maria Schwartz (1852–1929), katholischer Priester, Gründer des Kalasantiner-Ordens, Seliger
- Ferdinand Sigg (1877–1930), Schweizer Unternehmer und Hersteller von Aluminium-Haushaltswaren
- Rudolf Steinboeck (1908–1996), Schauspieler, Regisseur
- Peter Klaus Steiner (* 1937), Geologe und Schriftsteller
- Alfred Stern (1899–1980), österreichisch-US-amerikanischer Philosoph und Hochschullehrer
- Norbert Anton Stigler (1942–2020), Ordenspriester des Zisterzienserstiftes Heiligenkreuz, Pfarrer und Hochschulprofessor
- Matthias Strebinger (1807–1874), Violinist, Komponist
- Marlene Streeruwitz (* 1950), Schriftstellerin
- Josef Stummvoll (1902–1982), Generaldirektor der Österreichischen Nationalbibliothek
- Theodor Tomandl (* 1933), Rechtswissenschaftler
- Thomas Vanek (* 1984), Eishockeyspieler
- Lucie Varga (1904–1941), Historikerin
- Ignaz Vitzthumb (1724–1816), Komponist
- Wolfgang Weiser (1928–1996), Schauspieler
- Erik Werba (1918–1992), Pianist und Komponist
- Ralph Wiener (geboren als Felix Ecke, 1924–2024), österreichisch-deutscher Jurist, Kabarettist und Schriftsteller
- Elisabet Woska (1938–2013), Schauspielerin
- Robert Wuku (1853–1911), Geistlicher, Theologe und Autor
- Peter Zumpf (1944–2003), Schriftsteller

### In der Stadt Verstorbene
- Rosa Albach-Retty (1874–1980), österreichische Schauspielerin
- Bernhard Baumeister (1827–1917), deutscher Schauspieler
- Michael Lazar Biedermann (1769–1843), österreichischer Großhändler, K.k. Hofjuwelier, Bankier und Fabrikant
- Franz Bilko (1894–1968), österreichischer Maler, Zeichner und Gebrauchsgrafiker
- Jella Braun-Fernwald (1894–1965), österreichische Opern- und Konzertsängerin
- Anton Brenek (1848–1908), österreichischer Bildhauer
- Artur Graf von Bylandt-Rheidt (1854–1915), österreichischer Politiker
- Vilma Degischer (1911–1992), österreichische Schauspielerin
- John Dickie (1953–2010), britisch-österreichischer Opernsänger
- Franz Doppler (1821–1883), österreichisch-ungarischer Komponist
- Vladan Đorđević (1844–1930), serbischer Mediziner, Autor und Politiker
- Annemarie Düringer (1925–2014), Schweizer Schauspielerin[61]
- Luise von Eichendorff (1804–1883), lebte nach 1844 in Baden
- Anton Elbel (1834–1912), österreichischer Ingenieur und Lokomotiv-Konstrukteur
- Wilhelm Freiherr von Engerth (1814–1884), österreichischer Architekt und Maschinenbau-Ingenieur
- Heimo Erbse (1924–2005), deutscher Komponist und Opernregisseur
- Ernst Faseth (1917–2008), österreichischer (Fernseh-)Koch
- Richard Genée (1823–1895), deutsch-österreichischer Librettist, Bühnenautor und Komponist
- Carl Freiherr von Giskra (1820–1879), österreichischer Staatsmann
- Hermann Goethe (1837–1911), deutscher Fachmann für Weinbau, Pomologie und Önologie, Gründungsdirektor der Weinbauschule Marburg an der Drau (heute: Maribor)
- Karl Ludwig von Grünne (1808–1884), österreichischer General
- Moritz Güdemann (1835–1918), deutsch-österreichischer Rabbiner und Theologe
- Albert Paris Gütersloh (1887–1973), österreichischer Maler und Schriftsteller
- Eduard Hanslick (1825–1904), Musikkritiker und Publizist
- Christoph Hartung (1779–1853), Arzt und Wegbereiter der Homöopathie
- Hans Holt (1909–2001), österreichischer Schauspieler
- Carl Holzmann (1849–1914), österreichischer Architekt
- Judith Holzmeister (1920–2008), österreichische Schauspielerin
- Franz von Hopfen (1825–1901), mährischer Gutsbesitzer, Bankier und Politiker
- Emil Jellinek (1853–1918), österreichisch-ungarischer Geschäftsmann und Diplomat
- Wilhelm Karczag (1857–1923), altösterreichischer Theaterdirektor und Schriftsteller
- Felix Kerl (1802–1876), Fabrikant, Großhändler, Gesellschafter und Unternehmer
- Anton Freiherr von Klesheim (1812–1884), österreichischer Dichter und Schauspieler
- Karl Koller (1929–2009), österreichischer Fußballspieler
- Josef Kollmann (1868–1951), österreichischer Textilkaufmann und Politiker, Bürgermeister der Stadt Baden bei Wien
- Karl Komzák (1850–1905), österreich-tschechischer Komponist
- Cissy Kraner (1918–2012), österreichische Schauspielerin, Sängerin (Diseuse) und Kabarettistin
- Tobias Krause (1965–2005), deutsch-österreichischer Fernsehproduzent
- Wilhelm Viktor Krausz (1878–1959), österreichischer Maler
- Hans Kuzel (1859–1922), österreichischer Chemiker
- Max Deen Larsen (1943–2018), US-amerikanischer Gründer und Direktor des Franz-Schubert-Instituts in Baden
- Ernst Lauda (1892–1963), österreichischer Mediziner
- Hans Lebert (1919–1993), Schriftsteller, Opernsänger und Grillparzerpreisträger
- Sigi Maron (1944–2016), Liedermacher
- Rudolf Maurer (1954–2020), Historiker und Museumsleiter
- Paula Menotti (1870–1939), österreichische Sängerin
- Alois Miesbach (1791–1857), österreichischer Bauindustrieller
- Karl Millöcker (1842–1899), österreichischer Operettenkomponist
- Wenzel Müller (1759–1835), österreichischer Komponist und Theaterkapellmeister
- Helene Odilon (1863–1939), deutsch-österreichische Theaterschauspielerin
- Franz Olah (1910–2009), österreichischer Politiker
- Betty Paoli (1814–1894), Schriftstellerin
- Marika Rökk (1913–2004), deutsch-österreichische Filmschauspielerin
- Rudolf von Österreich (1788–1831), Erzherzog von Österreich, Erzbischof von Olmütz, Kardinal
- Wilhelm von Österreich (1827–1894), Erzherzog von Österreich, Hoch- und Deutschmeister
- David Popper (1843–1913), tschechischer Cellist und Komponist
- Theodor Reuter (1837–1902), österreichischer Architekt
- Franz Sacher (1816–1907), österreichischer Konditor, Erfinder der Sachertorte
- Moritz Gottlieb Saphir (1795–1858), österreichischer Schriftsteller und Journalist
- Georg von Scheidlein (1747–1826), österreichischer Rechtswissenschaftler und Hochschullehrer
- Max Schönherr (1903–1984), österreichischer Komponist, Dirigent und Musikschriftsteller
- Josef von Sedlnitzky (1778–1855), österreichischer Hofbeamter, unter Metternich Leiter der Polizei- und Zensurhofstelle
- Johann Philipp von Stadion (1763–1824), österreichischer Staatsmann
- Lilly Stepanek (1912–2004), österreichische Schauspielerin
- Felix Stika (1887–1971), österreichischer Politiker
- Margarete Stöger-Steiner von Steinstätten (1893–1969), österreichische Verlegerin, Erzählerin und Frauenrechtlerin
- Heinrich Strecker (1893–1981), österreichischer Komponist von Operetten und Wienerliedern
- Lotte Tobisch (1926–2019), Schauspielerin, Salondame und Briefpartnerin Adornos
- Walter Varndal (1901–1993), österreichischer Schauspieler, Charge bei Bühne und Film
- Hilde Wagener (1904–1992), deutsch-österreichische Schauspielerin
- Vincenz August Wagner (1790–1833), Jurist und Hochschullehrer an der Universität Wien
- Ferdinand Weiss (1933–2022), österreichischer Komponist, Dirigent und Musikpädagoge
- Carl Zeller (1842–1898), österreichischer Komponist
- Fritz Zerbst (1909–1994), österreichischer evangelischer Theologe
- Ernst Zwilling (1904–1990), österreichischer Afrikaforscher und Reiseschriftsteller

### Wirkte in Baden
- Wolfgang Amadeus Mozart (1756–1791), Komponist der Wiener Klassik, sein Ave verum corpus entstand hier und wurde in der Pfarrkirche Baden-St. Stephan uraufgeführt
- Ludwig van Beethoven (1770–1827), verbrachte 15 Jahre lang seine Sommer in Baden bei Wien[62] und schrieb hier wesentliche Teile seiner 9. Sinfonie, der heutigen Europahymne.
- Joseph Kornhäusel (1782–1860), Architekt u. a. des Rathauses, des alten Stadttheaters, des Sauerhofs und der Weilburg in Baden
- Carl Michael Ziehrer (1843–1922), Komponist[63]
- Franz Nabl (1883–1974), Schriftsteller, lebte 1891–1921 mit kurzen Unterbrechungen in Baden[64]
- Wilhelm Malaniuk (1906–1965), Jurist
- Jura Soyfer (1912–1939), Schriftsteller[65]
- Helene Lahr (1894–1958), Schriftstellerin, lebte bis 1945 in Baden
- Kurt Drescher (1925–2006), deutscher Musiker und Historiker
- Bernhard Hollemann (1935–2020), deutsch-österreichischer Maler und Zeichner, lebte und arbeitete bis 2005 in Baden
- Christiane Hörbiger (1938–2022), österreichisch-schweizerische Schauspielerin, lebte abwechselnd in Wien, Zürich und Baden[66]
- Robert Herzl (1940–2014), Regisseur und Theaterdirektor
- Gerda Rogers (* 1942), Astrologin, lebt und arbeitet seit 2000 in Baden[67]
- Willi Fuhrmann (1944–2018), Jurist, Politiker (SPÖ), Gemeinderat, Stadtrat und Vizebürgermeister von Baden, Abgeordneter zum Nationalrat, Richter am EGMR
- Benita Ferrero-Waldner (* 1948), ehemalige EU-Kommissarin und Außenministerin, lebt abwechselnd in Madrid und Baden
- Gerhard Tötschinger (1946–2016), Schauspieler, Intendant, Autor und Fernsehmoderator
- Helga Krismer-Huber (* 1972), Veterinärmedizinerin, Politikerin Vizebürgermeisterin von Baden
- Carmen Jeitler-Cincelli (* 1980), Unternehmerin und Politikerin, Bürgermeisterin, Abgeordnete zum Nationalrat
- Dorothy Khadem-Missagh (* 1992), Pianistin
- Stan Steinbichler (* 2002), Schauspieler

### Ehrenbürger
- Franz Grillparzer (1791–1872), Dichter, langjähriger Kurgast in Baden, Ehrenbürger seit 1856
- Rudolf Zöllner (1845–1926), österreichischer Musiker, Bürgermeister der Stadt
- Heinrich Grünbeck (1818–1902), Abt des Stiftes Heiligenkreuz

- 2016 Amadeus Hörschläger OCist, 2012–2016 Pfarrer der Pfarrkirche Baden-St. Stephan
- 2016 Kurt Staska (* 1959), 2010–2016 Bürgermeister von Baden[68]

## Galerie

### Fotos von Baden

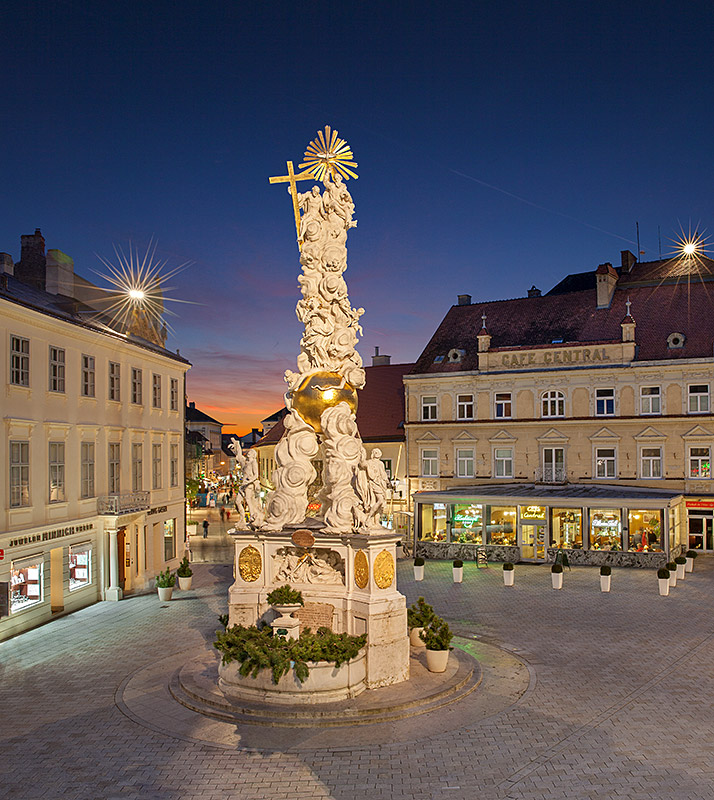
Dreifaltigkeitssäule am Hauptplatz
Baden am Abend, Stadttheater-Batzenhäusl
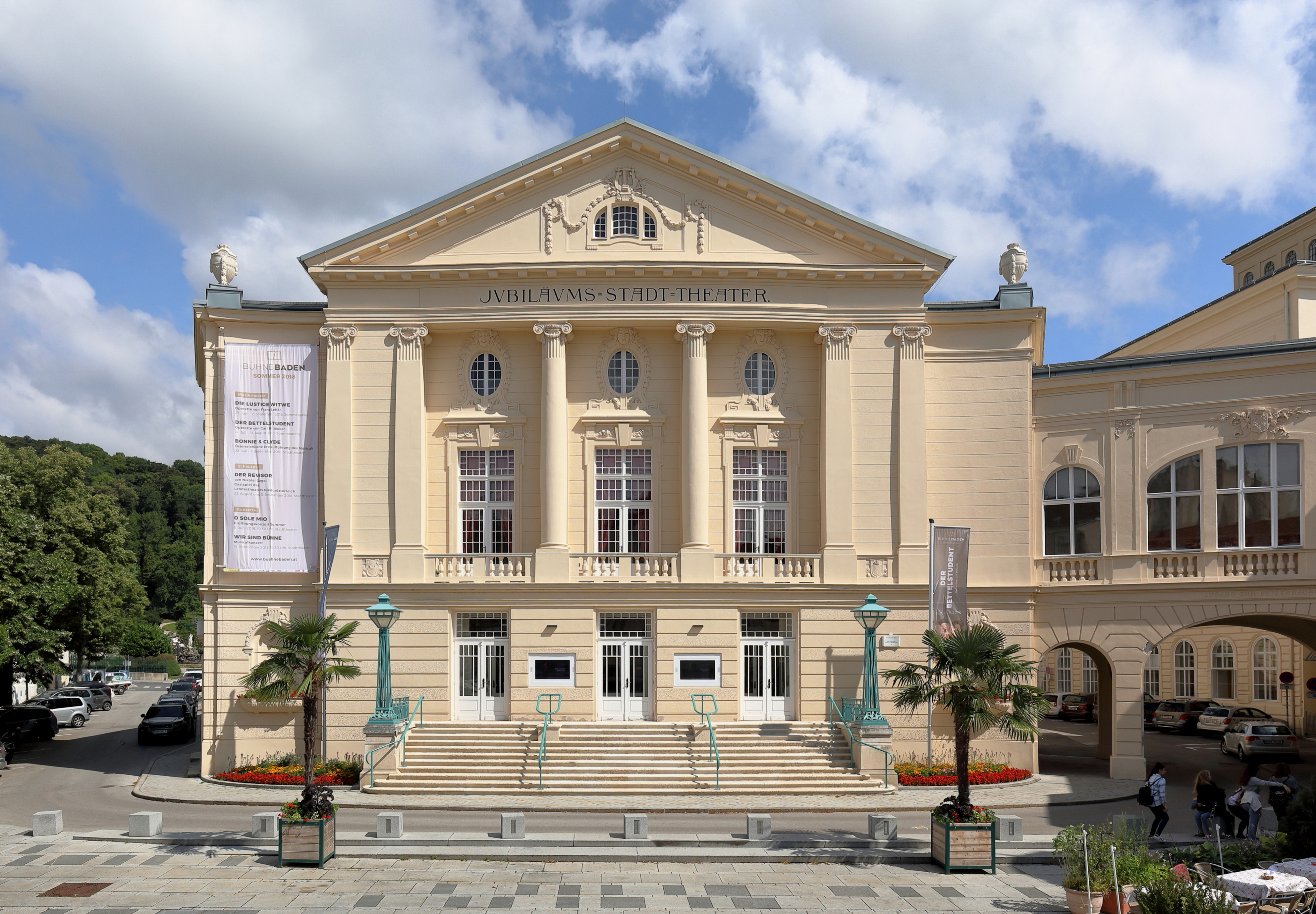
Stadttheater Baden
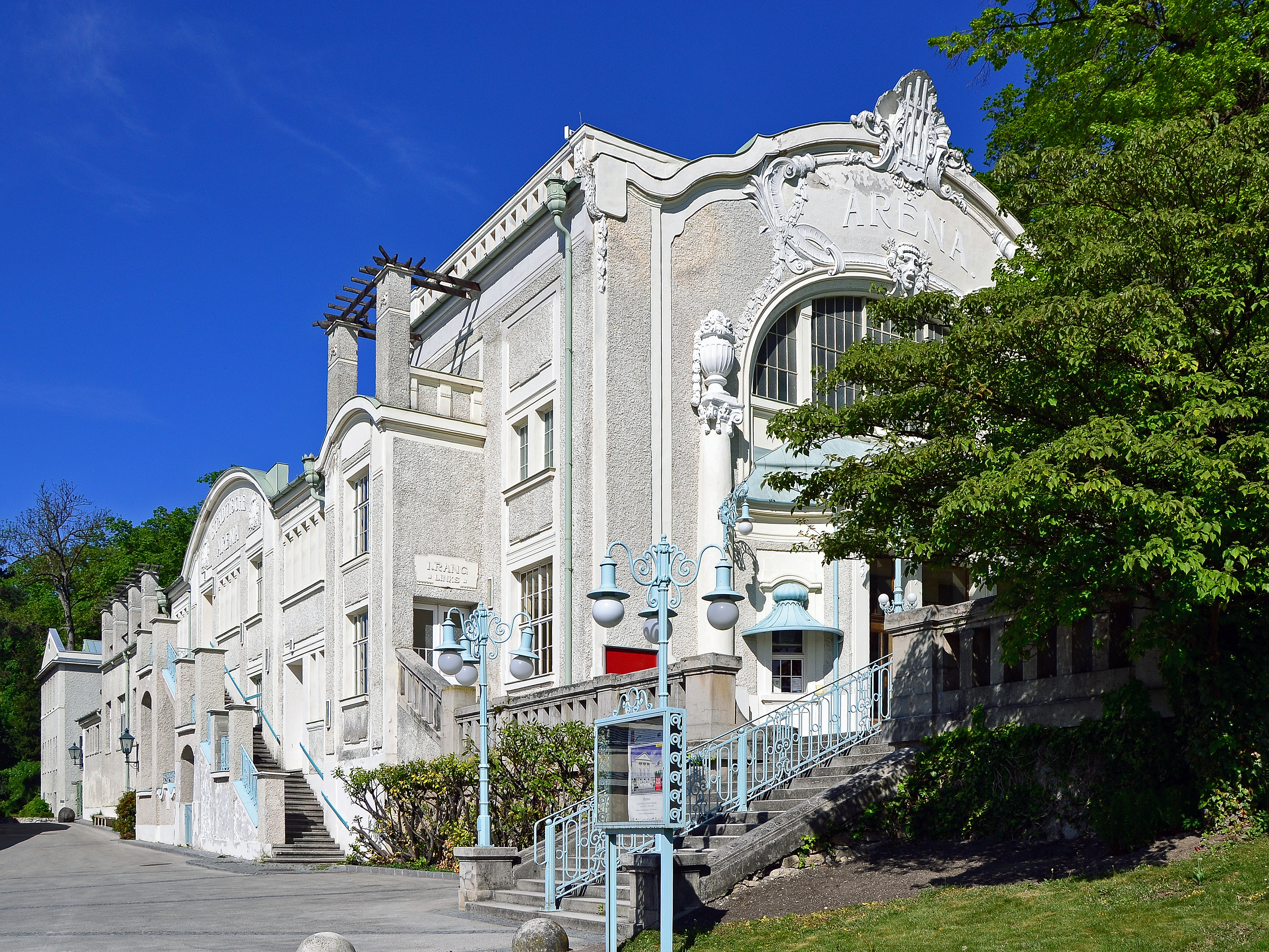
Sommerarena Baden, Kurpark, Robert-Herzl-Platz
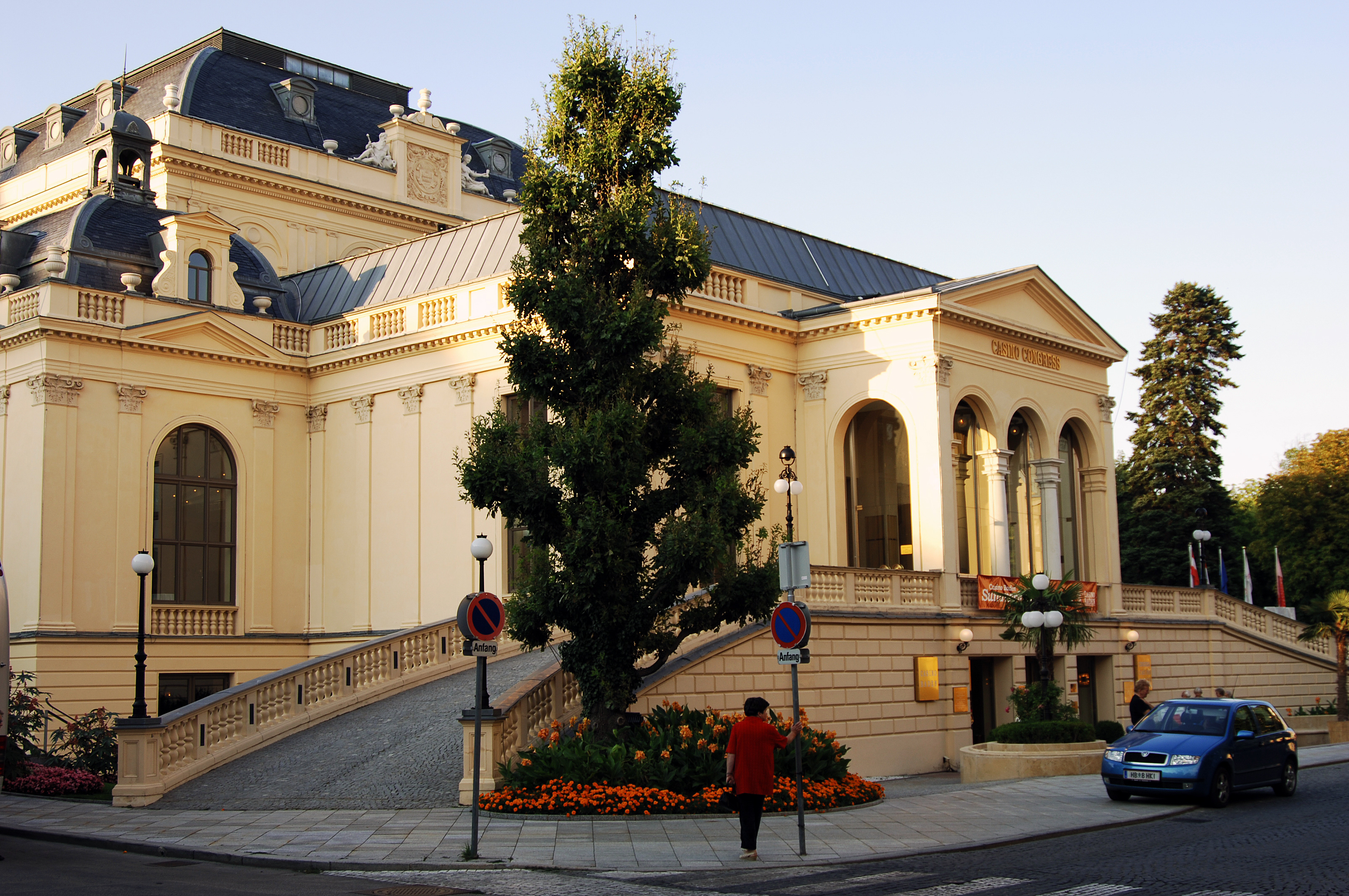
Casino Baden
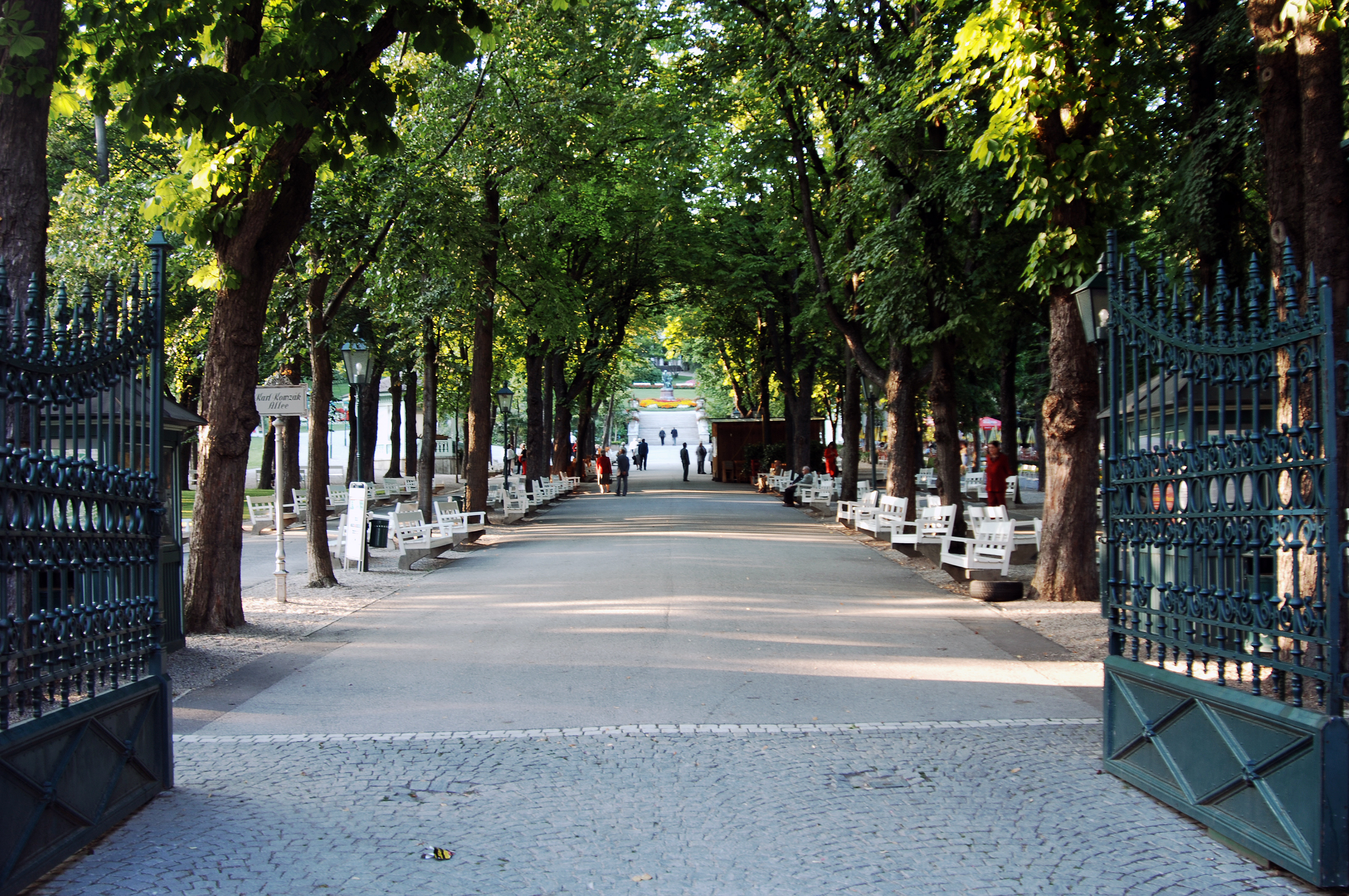
Kurpark, Eingang Karl-Komzák-Allee (am Ende der Vista: das Lanner-und-Strauß-Denkmal).
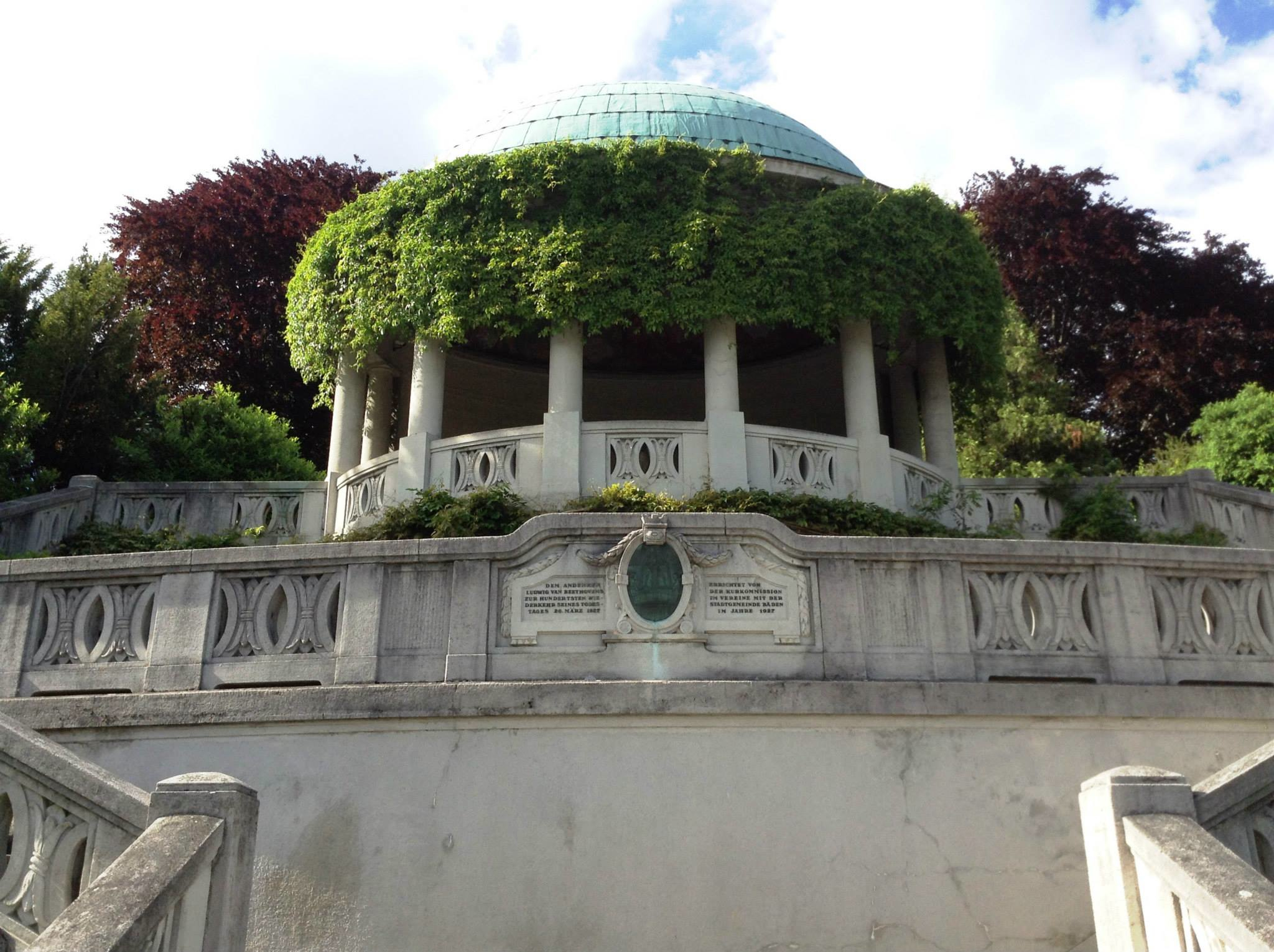
Beethoventempel, Kurpark
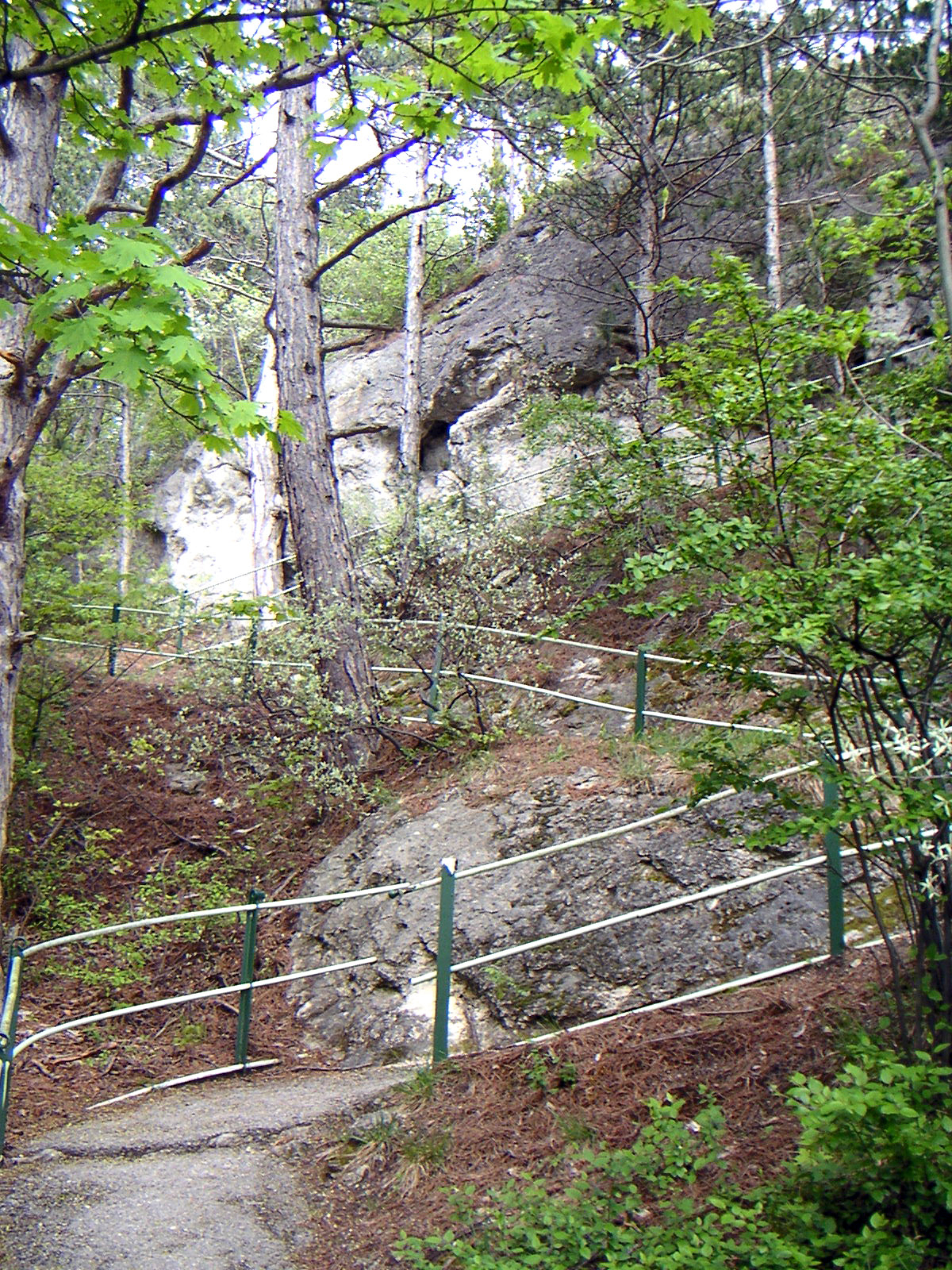
Westlicher Kurpark, Sukfüll-Weg (Felsenweg) zum höheren Rudolf-Zöllner-Weg.[Anm. 7] — Lage
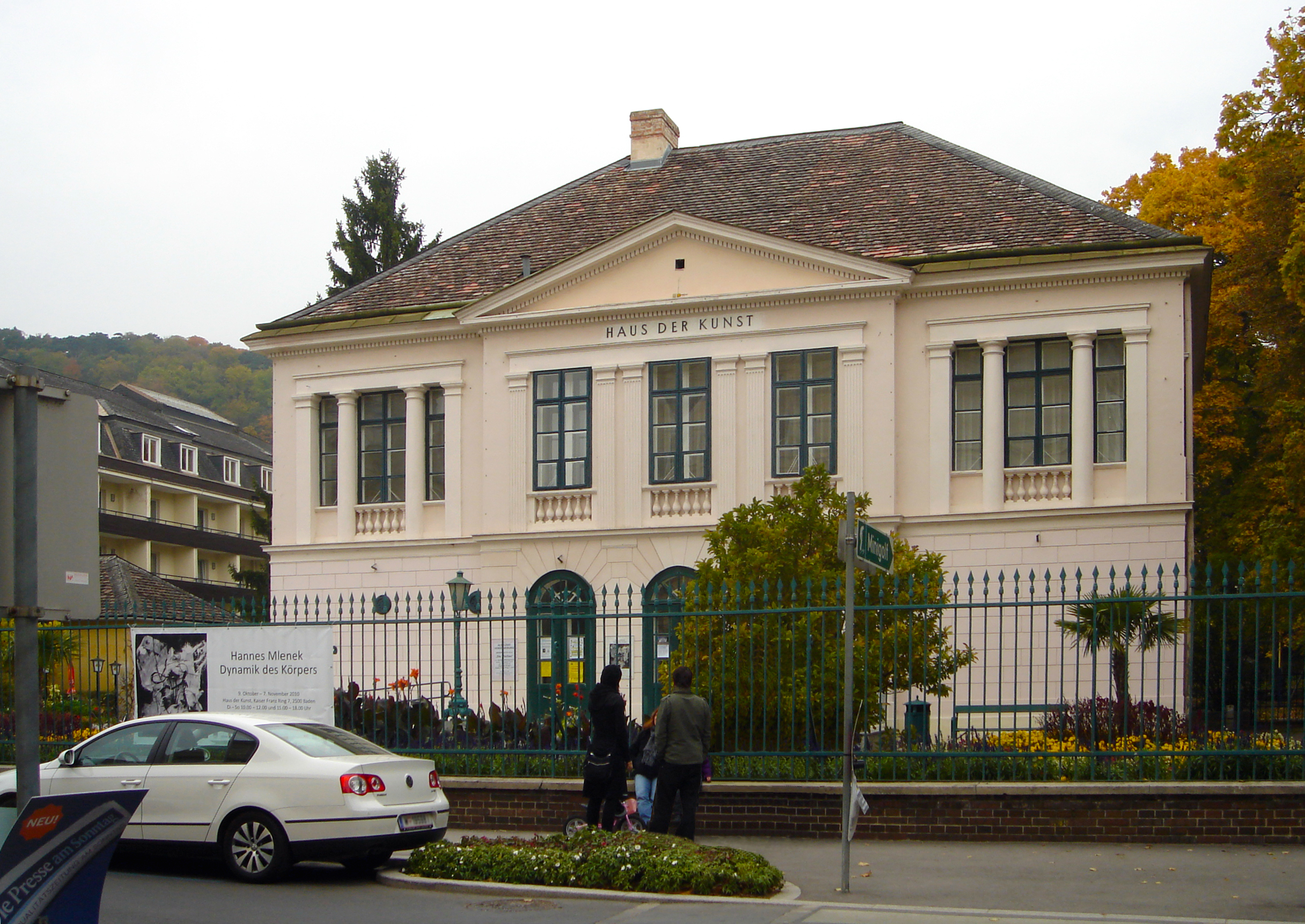
Kaiser-Franz-Ring 7, Haus der Kunst (Baden) (Villa Hudelist). (1917/18 von Kaiser Karl I. für Audienzen genutzt.)
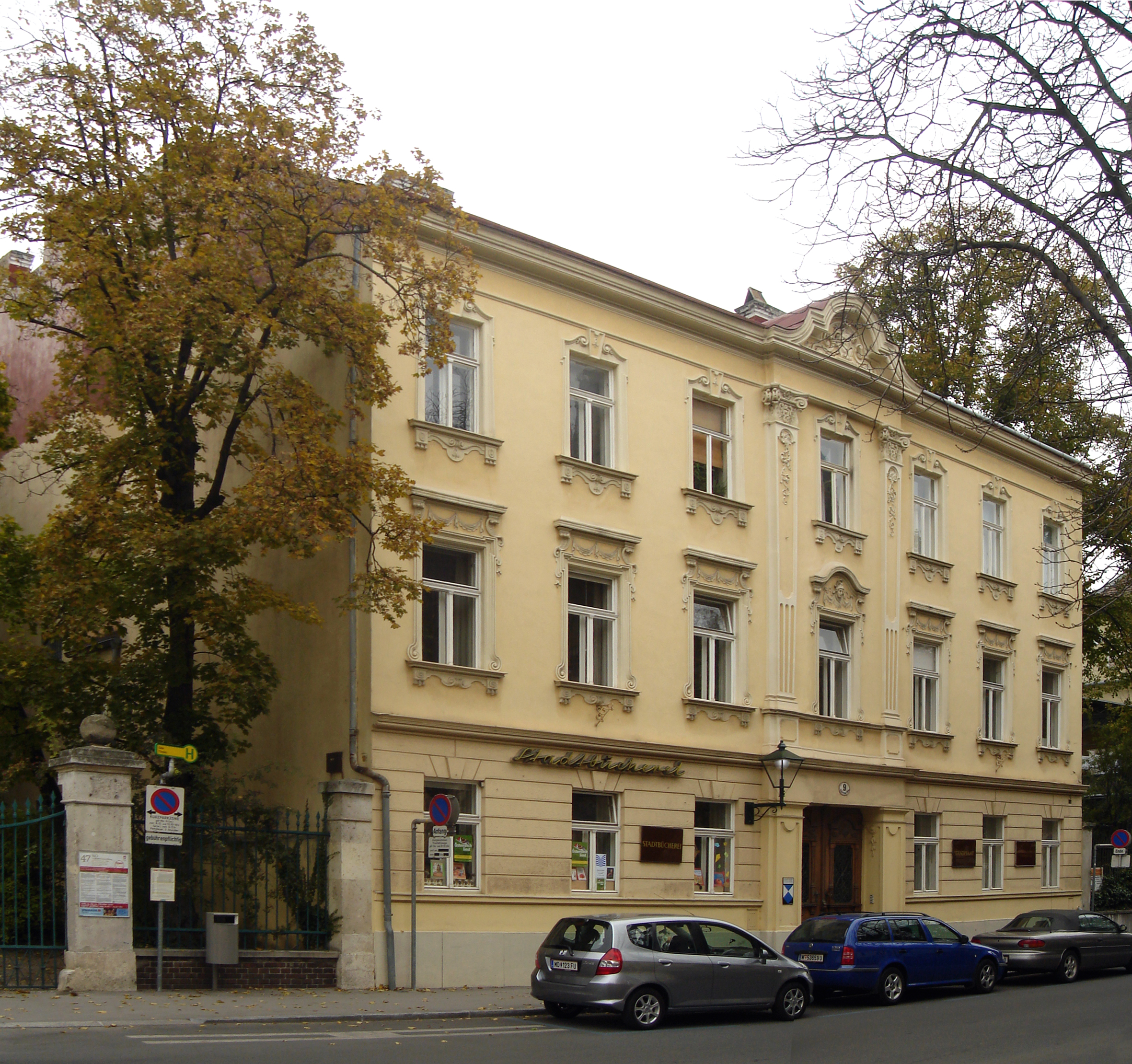
Kaiser-Franz-Ring 9, Zellerhof,[41] Standesamt, Stadtbücherei. (Sterbehaus von David Popper.)

### Historische Aufnahmen von Baden

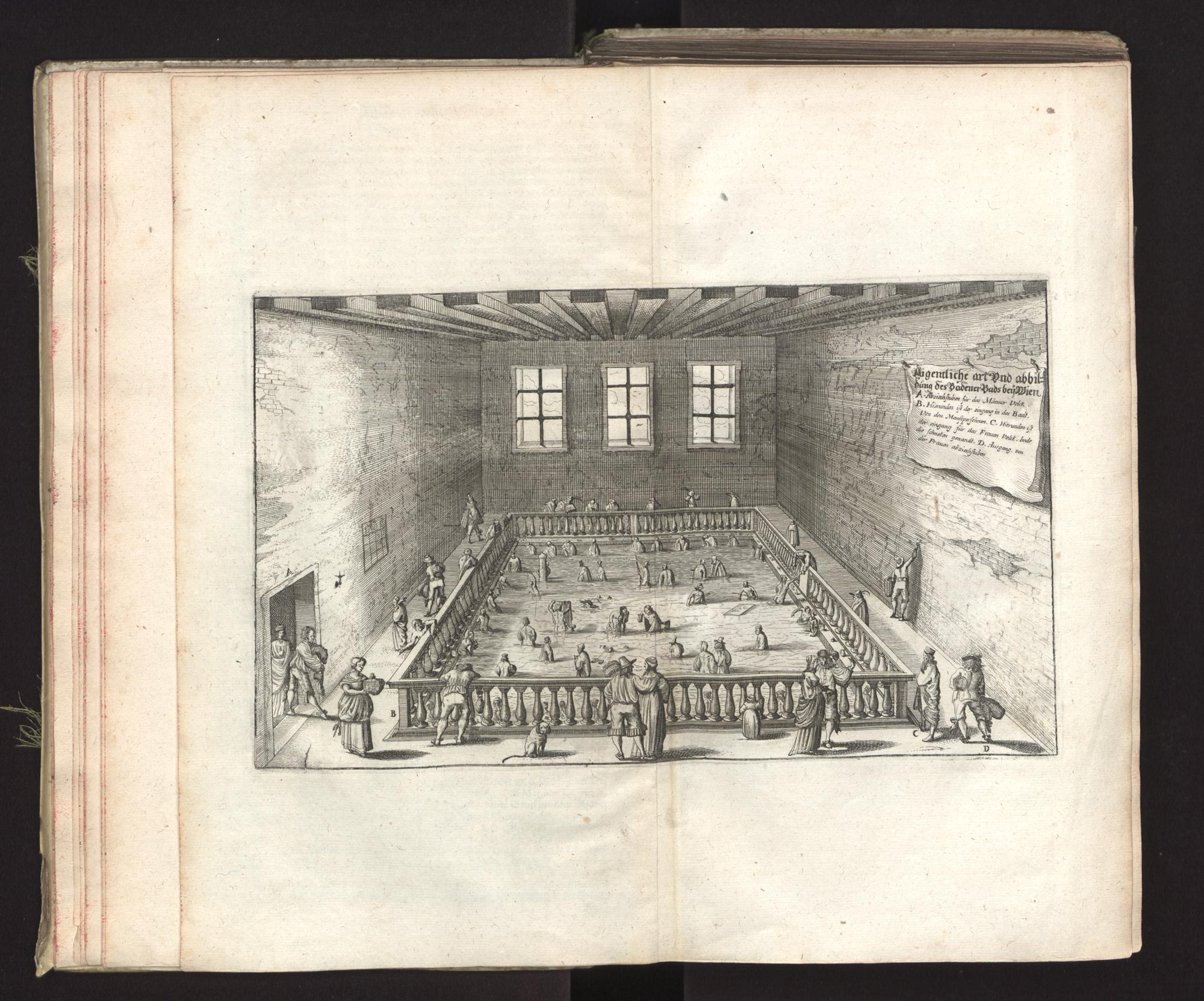
Das Herzogsbad (1679)
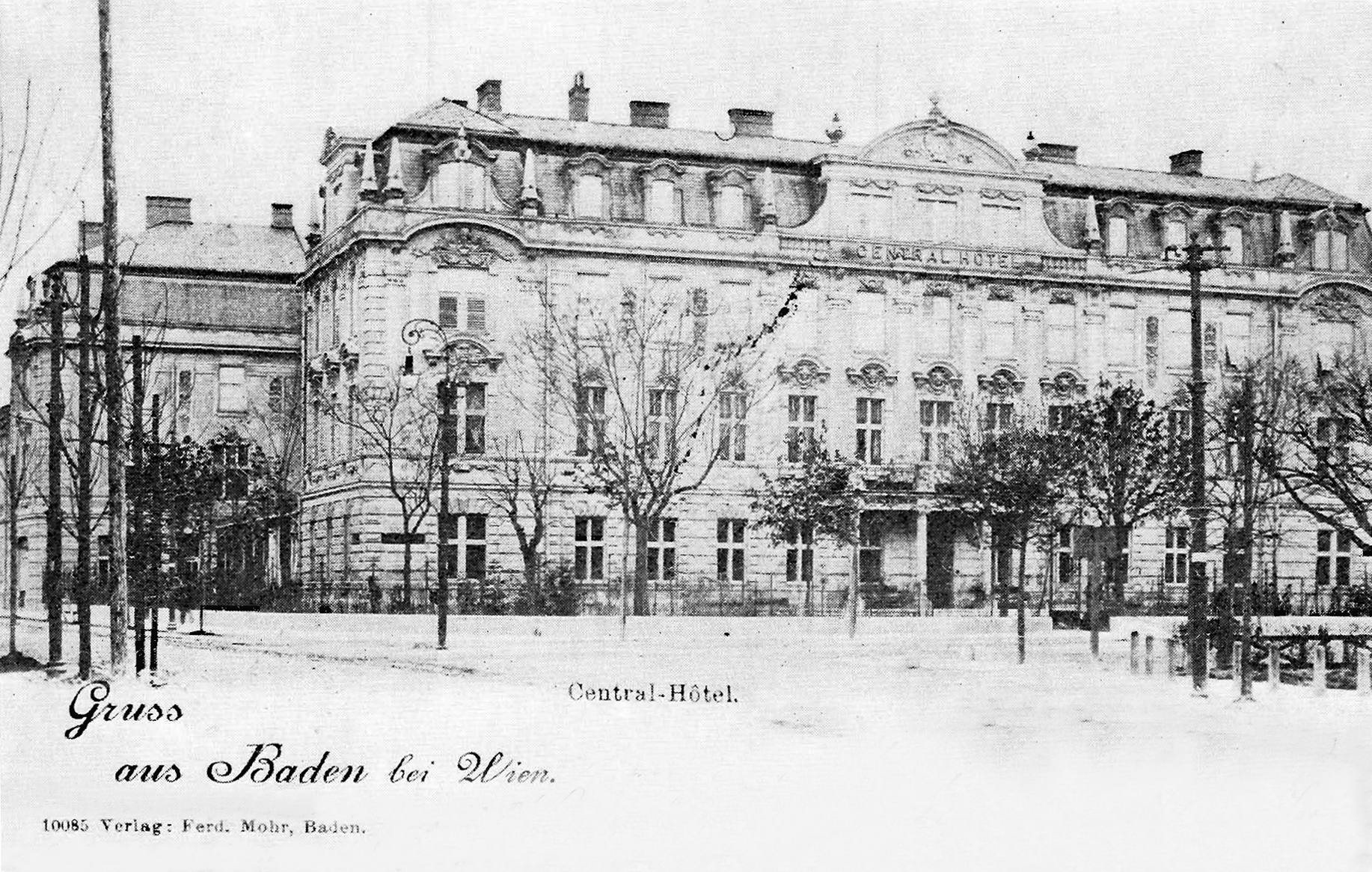
Central-Hotel, Conrad-von-Hötzendorf-Platz 6[Anm. 8]

### Historische Landkarten aus den Jahren 1872 bis 1910

Baden um 1872 (links unten, Aufnahmeblatt)
Der Westen von Baden mit Rauheneck und Rauhenstein, um 1872 (rechts unten)
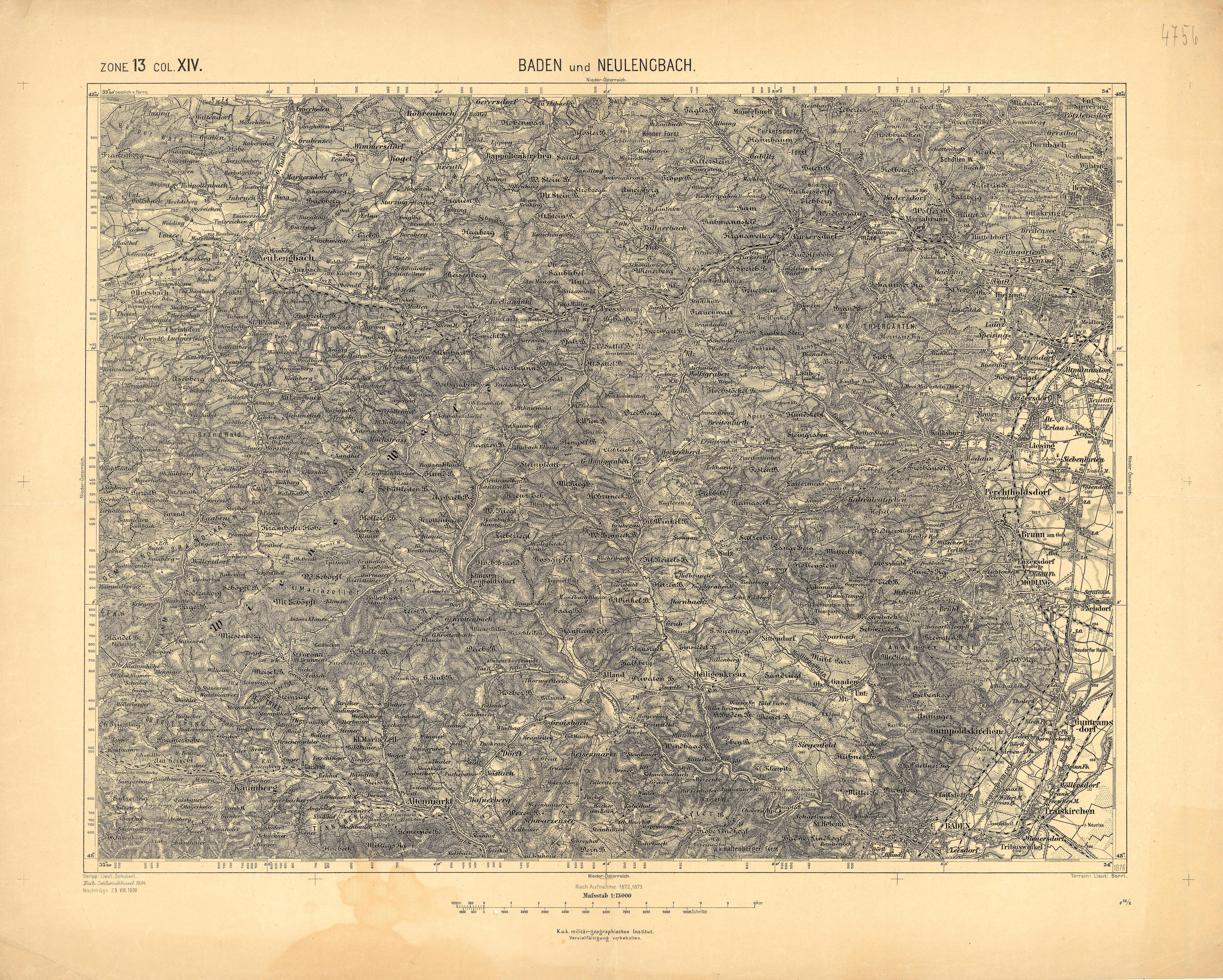
Baden und nördliche Umgebung, um 1876 (Spezialkarte)
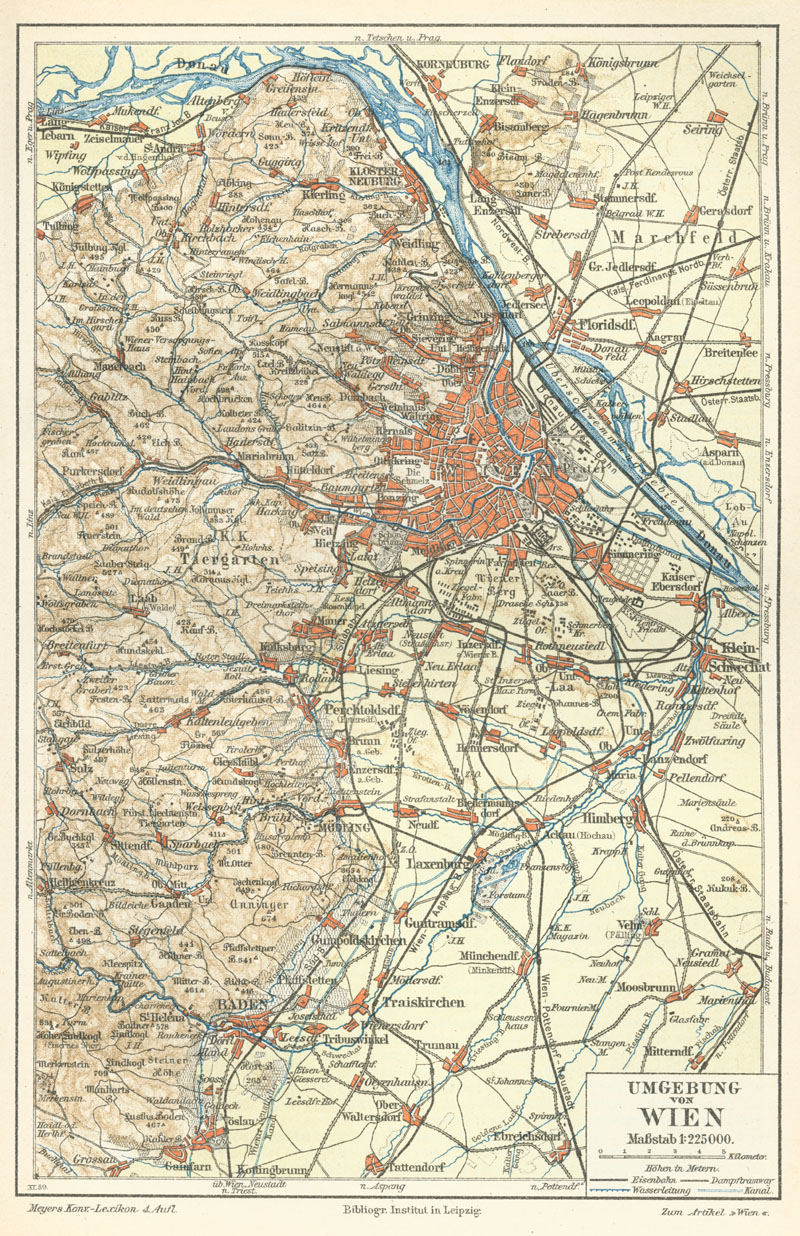
Baden im Süden von Wien, um 1888
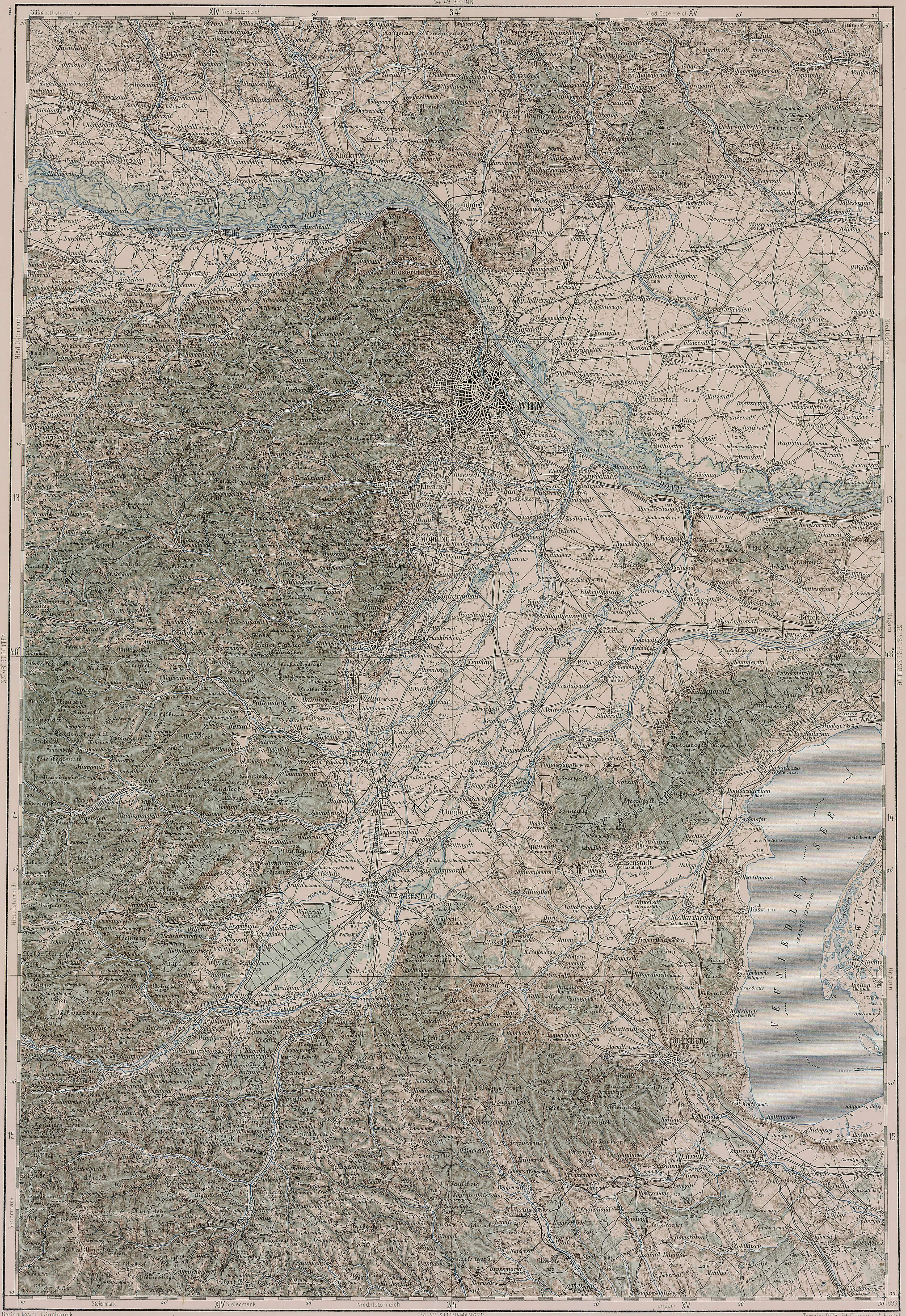
Baden am Westrand des Wiener Beckens: Generalkarte von Mitteleuropa, um 1910